# Aquilops americanus
Aquilops (il cui nome significa "faccia d'aquila") è genere estinto di dinosauro ceratopsiano primitivo vissuto nel Cretaceo inferiore, circa 109-104 milioni di anni fa (Albiano), in quello che è oggi il Nord America.

## Scoperta e denominazione

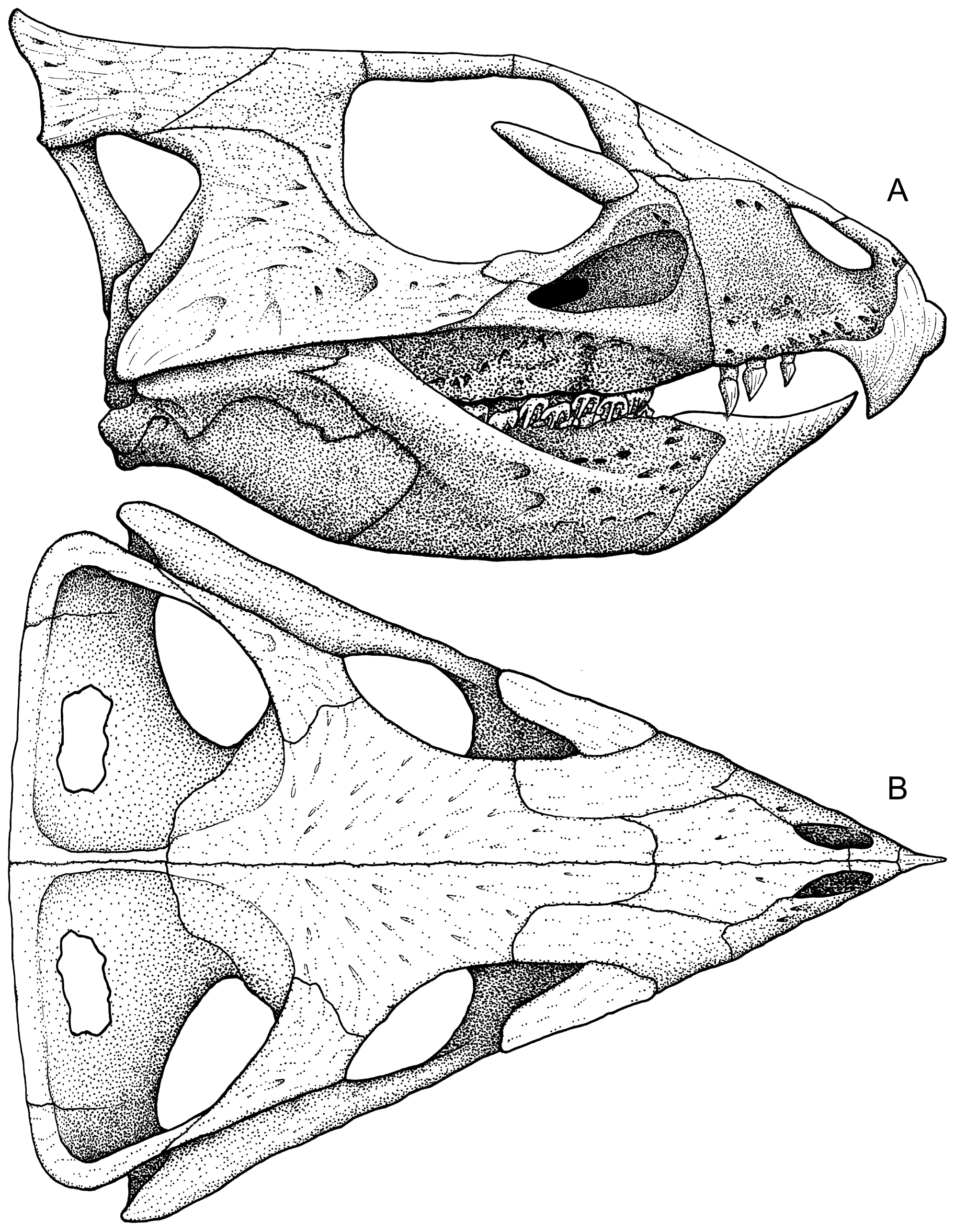
Illustrazione del cranio

Nel 1997, il paleontologo Scott Madsen scoprì un cranio fossile parziale, nella provincia di Carbon County, nel sud del Montana. Durante la preparazione del campione, il paleontologo ipotizzò che il fossile potesse appartenere ad un altro dinosauro chiamato Zephyrosaurus. Solo in seguito a nuove analisi si scoprì che si trattava di una nuova specie.
Nel 2014, le specie fu nominata e descritta dai paleontologi Andrew Farkë, W. Desmond Maxwell, Richard L. Cifelli, e Matt J. Wedel come Aquilops americanus. Il nome generico dell'animale deriva dal latino e sta per: "aquil" ossia "aquila" e ὤψ dal greco "ops" che vuol dire "faccia", in riferimento all'insolita forma del muso e del becco. Il nome specifico "americanus", invece, si riferisce al fatto che l'animale rappresenta la più antica specie di neoceratopside ritrovata in America.
L'olotipo, (OMNH 34557), è stato trovato all'interno della Formazione Cloverly, formazione risalente a metà dell'Albiano. L'olotipo è composto da un teschio parziale e dotato di mascella. Il cranio apparteneva ad un individuo sub-adulto. La parte posteriore della testa e del palato sono le principali parti mancanti.

## Descrizione

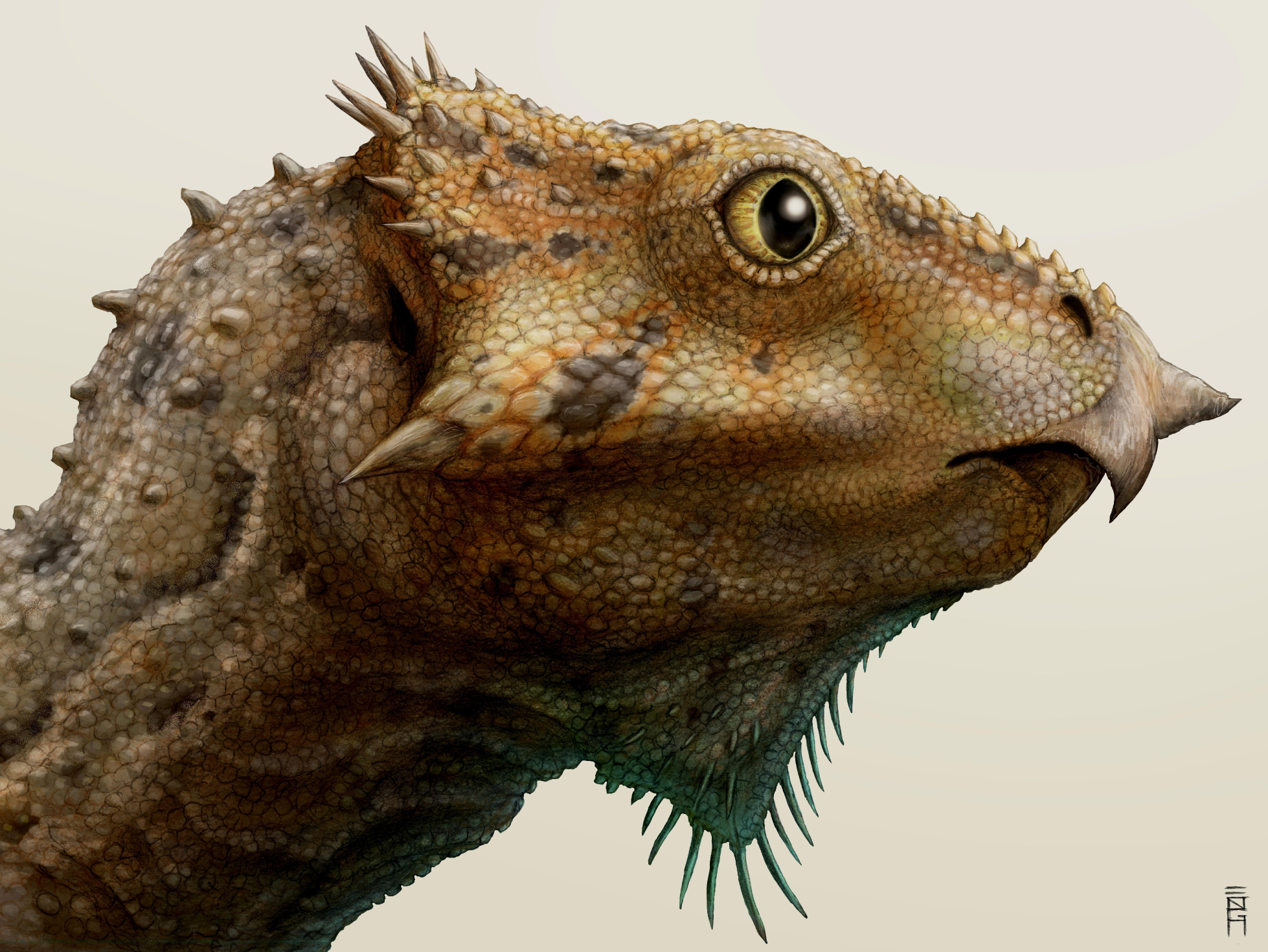
Ricostruzione artistica della testa di A. americanus

Il cranio dell'animale è lungo 84,2 millimetri. L'olotipo appartenendo ad un esemplare sub-adulto non può dirci quale sia stata la stazza dell'animale da adulto. Ma, un confronto con una specie affine, indica che la lunghezza stimata per il cranio ritrovato, sarebbe stata il 60% della lunghezza di un adulto. Wedel stimò quindi che un esemplare adulto dovesse raggiungere una lunghezza totale di 60 cm ed un peso di 1,5 kg.
La caratteristica più distintiva dell’Aquilops è lo strano corno presente sul becco dell'animale. Secondo alcuni paleontologi il corno presente sul becco dell’Aquilops sarebbe lo stadio iniziale dei grandi corni nasali che compariranno nelle forme di ceratopsidi più avanzati come lo Styracosaurus o il Centrosaurus. È probabile che il corno dell’Aquilops fosse rivestito di un tegumento corneo e che probabilmente l'animale lo usava solo come display sessuale più che come arma di difesa o di attacco. Se ciò fosse vero significherebbe che l'evoluzione dei corni nasali era già presente nei generi più basali della famiglia dei ceratopsidi.

## Classificazione

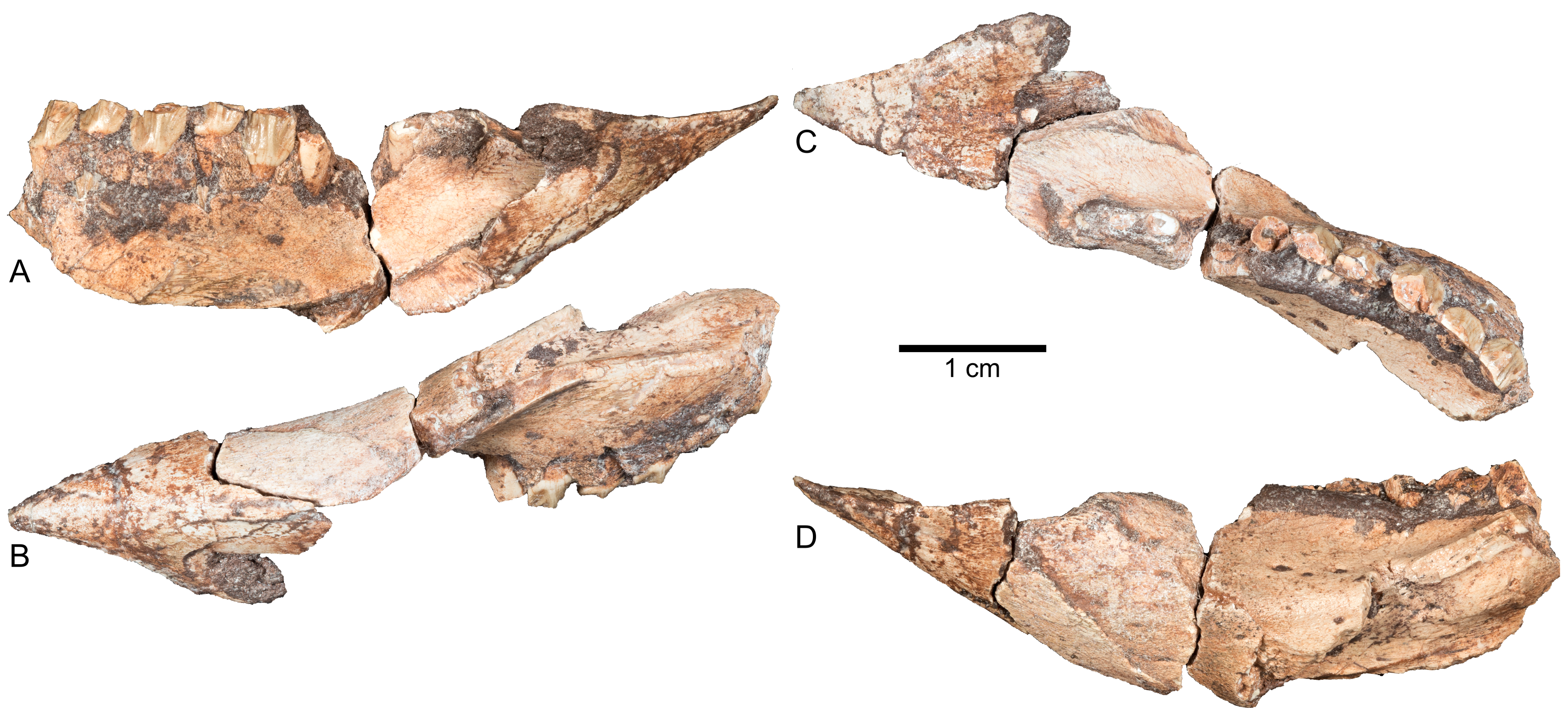
Mascella fossile di A. americanus

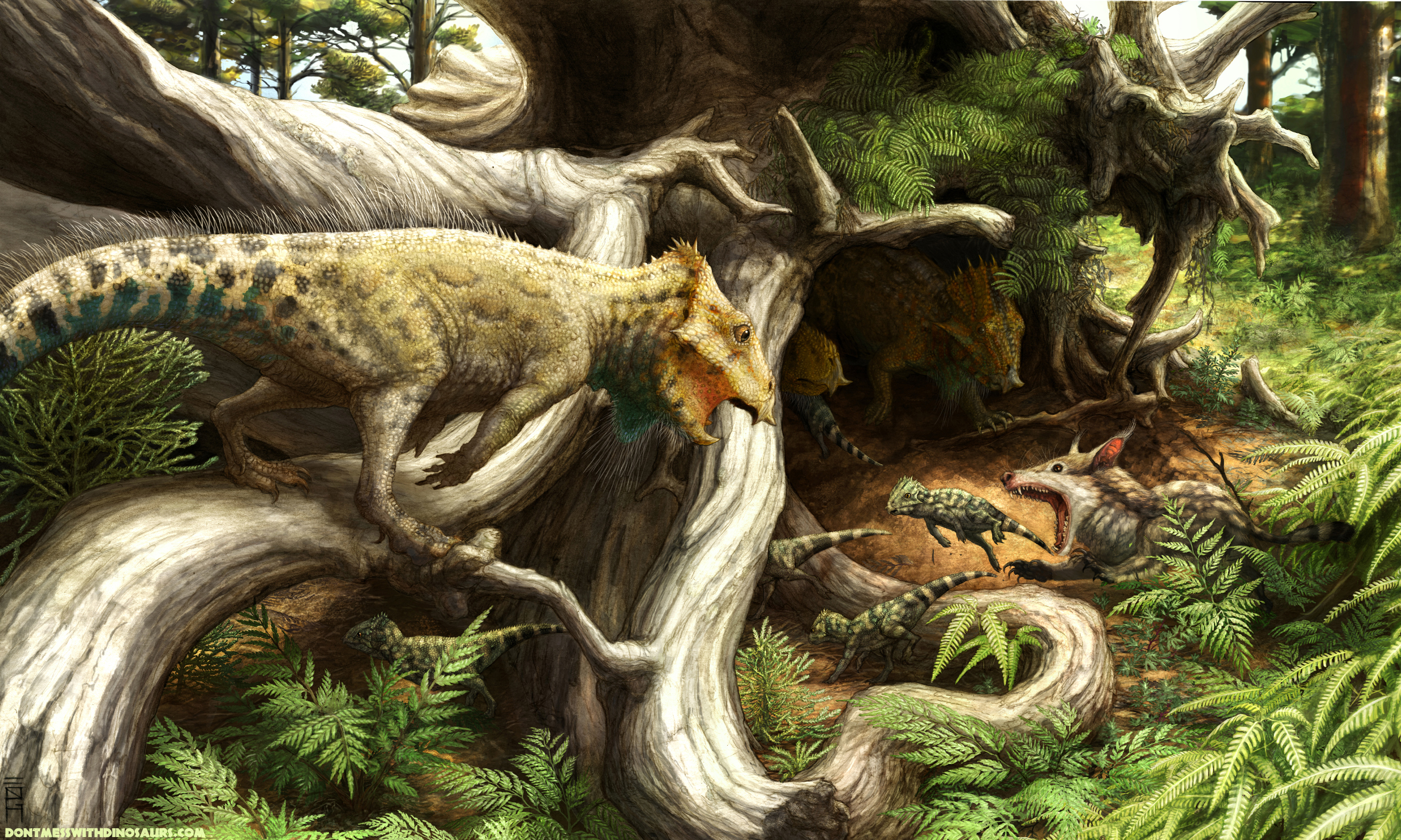
Ambiente della Formazione Cloverly, con un Gobiconodon che insegue dei giovani Aquilops mentre gli adulti cercano di proteggerli

Aquilops è stato inserito all'interno di Neoceratopsia. Un'analisi cladistica ha mostrato che si trattava di un taxon piuttosto basale, al di sotto di Leptoceratops all'interno dell'albero evolutivo, ad eccezione dell'ancor più primitivo Liaoceratops. Una posizione più derivata, ad esempio come leptoceratopside o protoceratopside, era meno probabile; era improbabile che fosse anche un ceratopsoide. Il fatto che l'olotipo fosse un subadulto potrebbe aver distorto questi risultati perché gli individui giovani mostrano spesso tratti basali. Tuttavia, dopo aver corretto i tratti che potrebbero cambiare durante l'ontogenesi, l'albero risultante era fondamentalmente lo stesso. I ceratopsidi più derivati degli psittacosauridi, chiamati neoceratopsi, si sono evoluti in Asia: la presenza di un neoceratopsiano basale in Nord America è stata vista come la prova di un evento di migrazione avvenuto nel tardo Cretaceo inferiore, in cui gli antenati di Aquilops raggiunsero l'America dall'Asia. Due successivi eventi di questo tipo si sarebbero verificati all'inizio del Cretaceo superiore.
|  | Xuanhuaceratops |
|  |                 |
|  | Chaoyangsaurus  |
|  |                 |

|  | P. sinensis     |
|  |                 |
|  | P. mongoliensis |
|  |                 |

|  | Auroraceratops |
|  |                |
|  | Yamaceratops   |
|  |                |

|  | Helioceratops   |
|  |                 |
|  | Archaeoceratops |
|  |                 |

|  | Koreaceratops                                                      |
|  |                                                                    |
|  | \| \| Leptoceratopsidae \| \| \| \| \| \| Coronosauria \| \| \| \| |
|  |                                                                    |
|  | Leptoceratopsidae                                                  |
|  |                                                                    |
|  | Coronosauria                                                       |
|  |                                                                    |

|  | Leptoceratopsidae |
|  |                   |
|  | Coronosauria      |
|  |                   |

|  | Helioceratops   |
|  |                 |
|  | Archaeoceratops |
|  |                 |

|  | Koreaceratops                                                      |
|  |                                                                    |
|  | \| \| Leptoceratopsidae \| \| \| \| \| \| Coronosauria \| \| \| \| |
|  |                                                                    |
|  | Leptoceratopsidae                                                  |
|  |                                                                    |
|  | Coronosauria                                                       |
|  |                                                                    |

|  | Leptoceratopsidae |
|  |                   |
|  | Coronosauria      |
|  |                   |

|  | Auroraceratops |
|  |                |
|  | Yamaceratops   |
|  |                |

|  | Helioceratops   |
|  |                 |
|  | Archaeoceratops |
|  |                 |

|  | Koreaceratops                                                      |
|  |                                                                    |
|  | \| \| Leptoceratopsidae \| \| \| \| \| \| Coronosauria \| \| \| \| |
|  |                                                                    |
|  | Leptoceratopsidae                                                  |
|  |                                                                    |
|  | Coronosauria                                                       |
|  |                                                                    |

|  | Leptoceratopsidae |
|  |                   |
|  | Coronosauria      |
|  |                   |

|  | Helioceratops   |
|  |                 |
|  | Archaeoceratops |
|  |                 |

|  | Koreaceratops                                                      |
|  |                                                                    |
|  | \| \| Leptoceratopsidae \| \| \| \| \| \| Coronosauria \| \| \| \| |
|  |                                                                    |
|  | Leptoceratopsidae                                                  |
|  |                                                                    |
|  | Coronosauria                                                       |
|  |                                                                    |

|  | Leptoceratopsidae |
|  |                   |
|  | Coronosauria      |
|  |                   |

|  | Auroraceratops |
|  |                |
|  | Yamaceratops   |
|  |                |

|  | Helioceratops   |
|  |                 |
|  | Archaeoceratops |
|  |                 |

|  | Koreaceratops                                                      |
|  |                                                                    |
|  | \| \| Leptoceratopsidae \| \| \| \| \| \| Coronosauria \| \| \| \| |
|  |                                                                    |
|  | Leptoceratopsidae                                                  |
|  |                                                                    |
|  | Coronosauria                                                       |
|  |                                                                    |

|  | Leptoceratopsidae |
|  |                   |
|  | Coronosauria      |
|  |                   |

|  | Helioceratops   |
|  |                 |
|  | Archaeoceratops |
|  |                 |

|  | Koreaceratops                                                      |
|  |                                                                    |
|  | \| \| Leptoceratopsidae \| \| \| \| \| \| Coronosauria \| \| \| \| |
|  |                                                                    |
|  | Leptoceratopsidae                                                  |
|  |                                                                    |
|  | Coronosauria                                                       |
|  |                                                                    |

|  | Leptoceratopsidae |
|  |                   |
|  | Coronosauria      |
|  |                   |

|  | Auroraceratops |
|  |                |
|  | Yamaceratops   |
|  |                |

|  | Helioceratops   |
|  |                 |
|  | Archaeoceratops |
|  |                 |

|  | Koreaceratops                                                      |
|  |                                                                    |
|  | \| \| Leptoceratopsidae \| \| \| \| \| \| Coronosauria \| \| \| \| |
|  |                                                                    |
|  | Leptoceratopsidae                                                  |
|  |                                                                    |
|  | Coronosauria                                                       |
|  |                                                                    |

|  | Leptoceratopsidae |
|  |                   |
|  | Coronosauria      |
|  |                   |

|  | Helioceratops   |
|  |                 |
|  | Archaeoceratops |
|  |                 |

|  | Koreaceratops                                                      |
|  |                                                                    |
|  | \| \| Leptoceratopsidae \| \| \| \| \| \| Coronosauria \| \| \| \| |
|  |                                                                    |
|  | Leptoceratopsidae                                                  |
|  |                                                                    |
|  | Coronosauria                                                       |
|  |                                                                    |

|  | Leptoceratopsidae |
|  |                   |
|  | Coronosauria      |
|  |                   |

|  | Auroraceratops |
|  |                |
|  | Yamaceratops   |
|  |                |

|  | Helioceratops   |
|  |                 |
|  | Archaeoceratops |
|  |                 |

|  | Koreaceratops                                                      |
|  |                                                                    |
|  | \| \| Leptoceratopsidae \| \| \| \| \| \| Coronosauria \| \| \| \| |
|  |                                                                    |
|  | Leptoceratopsidae                                                  |
|  |                                                                    |
|  | Coronosauria                                                       |
|  |                                                                    |

|  | Leptoceratopsidae |
|  |                   |
|  | Coronosauria      |
|  |                   |

|  | Helioceratops   |
|  |                 |
|  | Archaeoceratops |
|  |                 |

|  | Koreaceratops                                                      |
|  |                                                                    |
|  | \| \| Leptoceratopsidae \| \| \| \| \| \| Coronosauria \| \| \| \| |
|  |                                                                    |
|  | Leptoceratopsidae                                                  |
|  |                                                                    |
|  | Coronosauria                                                       |
|  |                                                                    |

|  | Leptoceratopsidae |
|  |                   |
|  | Coronosauria      |
|  |                   |

|  | Auroraceratops |
|  |                |
|  | Yamaceratops   |
|  |                |

|  | Helioceratops   |
|  |                 |
|  | Archaeoceratops |
|  |                 |

|  | Koreaceratops                                                      |
|  |                                                                    |
|  | \| \| Leptoceratopsidae \| \| \| \| \| \| Coronosauria \| \| \| \| |
|  |                                                                    |
|  | Leptoceratopsidae                                                  |
|  |                                                                    |
|  | Coronosauria                                                       |
|  |                                                                    |

|  | Leptoceratopsidae |
|  |                   |
|  | Coronosauria      |
|  |                   |

|  | Helioceratops   |
|  |                 |
|  | Archaeoceratops |
|  |                 |

|  | Koreaceratops                                                      |
|  |                                                                    |
|  | \| \| Leptoceratopsidae \| \| \| \| \| \| Coronosauria \| \| \| \| |
|  |                                                                    |
|  | Leptoceratopsidae                                                  |
|  |                                                                    |
|  | Coronosauria                                                       |
|  |                                                                    |

|  | Leptoceratopsidae |
|  |                   |
|  | Coronosauria      |
|  |                   |

|  | Auroraceratops |
|  |                |
|  | Yamaceratops   |
|  |                |

|  | Helioceratops   |
|  |                 |
|  | Archaeoceratops |
|  |                 |

|  | Koreaceratops                                                      |
|  |                                                                    |
|  | \| \| Leptoceratopsidae \| \| \| \| \| \| Coronosauria \| \| \| \| |
|  |                                                                    |
|  | Leptoceratopsidae                                                  |
|  |                                                                    |
|  | Coronosauria                                                       |
|  |                                                                    |

|  | Leptoceratopsidae |
|  |                   |
|  | Coronosauria      |
|  |                   |

|  | Helioceratops   |
|  |                 |
|  | Archaeoceratops |
|  |                 |

|  | Koreaceratops                                                      |
|  |                                                                    |
|  | \| \| Leptoceratopsidae \| \| \| \| \| \| Coronosauria \| \| \| \| |
|  |                                                                    |
|  | Leptoceratopsidae                                                  |
|  |                                                                    |
|  | Coronosauria                                                       |
|  |                                                                    |

|  | Leptoceratopsidae |
|  |                   |
|  | Coronosauria      |
|  |                   |

|  | Auroraceratops |
|  |                |
|  | Yamaceratops   |
|  |                |

|  | Helioceratops   |
|  |                 |
|  | Archaeoceratops |
|  |                 |

|  | Koreaceratops                                                      |
|  |                                                                    |
|  | \| \| Leptoceratopsidae \| \| \| \| \| \| Coronosauria \| \| \| \| |
|  |                                                                    |
|  | Leptoceratopsidae                                                  |
|  |                                                                    |
|  | Coronosauria                                                       |
|  |                                                                    |

|  | Leptoceratopsidae |
|  |                   |
|  | Coronosauria      |
|  |                   |

|  | Helioceratops   |
|  |                 |
|  | Archaeoceratops |
|  |                 |

|  | Koreaceratops                                                      |
|  |                                                                    |
|  | \| \| Leptoceratopsidae \| \| \| \| \| \| Coronosauria \| \| \| \| |
|  |                                                                    |
|  | Leptoceratopsidae                                                  |
|  |                                                                    |
|  | Coronosauria                                                       |
|  |                                                                    |

|  | Leptoceratopsidae |
|  |                   |
|  | Coronosauria      |
|  |                   |

|  | P. sinensis     |
|  |                 |
|  | P. mongoliensis |
|  |                 |

|  | Auroraceratops |
|  |                |
|  | Yamaceratops   |
|  |                |

|  | Helioceratops   |
|  |                 |
|  | Archaeoceratops |
|  |                 |

|  | Koreaceratops                                                      |
|  |                                                                    |
|  | \| \| Leptoceratopsidae \| \| \| \| \| \| Coronosauria \| \| \| \| |
|  |                                                                    |
|  | Leptoceratopsidae                                                  |
|  |                                                                    |
|  | Coronosauria                                                       |
|  |                                                                    |

|  | Leptoceratopsidae |
|  |                   |
|  | Coronosauria      |
|  |                   |

|  | Helioceratops   |
|  |                 |
|  | Archaeoceratops |
|  |                 |

|  | Koreaceratops                                                      |
|  |                                                                    |
|  | \| \| Leptoceratopsidae \| \| \| \| \| \| Coronosauria \| \| \| \| |
|  |                                                                    |
|  | Leptoceratopsidae                                                  |
|  |                                                                    |
|  | Coronosauria                                                       |
|  |                                                                    |

|  | Leptoceratopsidae |
|  |                   |
|  | Coronosauria      |
|  |                   |

|  | Auroraceratops |
|  |                |
|  | Yamaceratops   |
|  |                |

|  | Helioceratops   |
|  |                 |
|  | Archaeoceratops |
|  |                 |

|  | Koreaceratops                                                      |
|  |                                                                    |
|  | \| \| Leptoceratopsidae \| \| \| \| \| \| Coronosauria \| \| \| \| |
|  |                                                                    |
|  | Leptoceratopsidae                                                  |
|  |                                                                    |
|  | Coronosauria                                                       |
|  |                                                                    |

|  | Leptoceratopsidae |
|  |                   |
|  | Coronosauria      |
|  |                   |

|  | Helioceratops   |
|  |                 |
|  | Archaeoceratops |
|  |                 |

|  | Koreaceratops                                                      |
|  |                                                                    |
|  | \| \| Leptoceratopsidae \| \| \| \| \| \| Coronosauria \| \| \| \| |
|  |                                                                    |
|  | Leptoceratopsidae                                                  |
|  |                                                                    |
|  | Coronosauria                                                       |
|  |                                                                    |

|  | Leptoceratopsidae |
|  |                   |
|  | Coronosauria      |
|  |                   |

|  | Auroraceratops |
|  |                |
|  | Yamaceratops   |
|  |                |

|  | Helioceratops   |
|  |                 |
|  | Archaeoceratops |
|  |                 |

|  | Koreaceratops                                                      |
|  |                                                                    |
|  | \| \| Leptoceratopsidae \| \| \| \| \| \| Coronosauria \| \| \| \| |
|  |                                                                    |
|  | Leptoceratopsidae                                                  |
|  |                                                                    |
|  | Coronosauria                                                       |
|  |                                                                    |

|  | Leptoceratopsidae |
|  |                   |
|  | Coronosauria      |
|  |                   |

|  | Helioceratops   |
|  |                 |
|  | Archaeoceratops |
|  |                 |

|  | Koreaceratops                                                      |
|  |                                                                    |
|  | \| \| Leptoceratopsidae \| \| \| \| \| \| Coronosauria \| \| \| \| |
|  |                                                                    |
|  | Leptoceratopsidae                                                  |
|  |                                                                    |
|  | Coronosauria                                                       |
|  |                                                                    |

|  | Leptoceratopsidae |
|  |                   |
|  | Coronosauria      |
|  |                   |

|  | Auroraceratops |
|  |                |
|  | Yamaceratops   |
|  |                |

|  | Helioceratops   |
|  |                 |
|  | Archaeoceratops |
|  |                 |

|  | Koreaceratops                                                      |
|  |                                                                    |
|  | \| \| Leptoceratopsidae \| \| \| \| \| \| Coronosauria \| \| \| \| |
|  |                                                                    |
|  | Leptoceratopsidae                                                  |
|  |                                                                    |
|  | Coronosauria                                                       |
|  |                                                                    |

|  | Leptoceratopsidae |
|  |                   |
|  | Coronosauria      |
|  |                   |

|  | Helioceratops   |
|  |                 |
|  | Archaeoceratops |
|  |                 |

|  | Koreaceratops                                                      |
|  |                                                                    |
|  | \| \| Leptoceratopsidae \| \| \| \| \| \| Coronosauria \| \| \| \| |
|  |                                                                    |
|  | Leptoceratopsidae                                                  |
|  |                                                                    |
|  | Coronosauria                                                       |
|  |                                                                    |

|  | Leptoceratopsidae |
|  |                   |
|  | Coronosauria      |
|  |                   |

|  | Auroraceratops |
|  |                |
|  | Yamaceratops   |
|  |                |

|  | Helioceratops   |
|  |                 |
|  | Archaeoceratops |
|  |                 |

|  | Koreaceratops                                                      |
|  |                                                                    |
|  | \| \| Leptoceratopsidae \| \| \| \| \| \| Coronosauria \| \| \| \| |
|  |                                                                    |
|  | Leptoceratopsidae                                                  |
|  |                                                                    |
|  | Coronosauria                                                       |
|  |                                                                    |

|  | Leptoceratopsidae |
|  |                   |
|  | Coronosauria      |
|  |                   |

|  | Helioceratops   |
|  |                 |
|  | Archaeoceratops |
|  |                 |

|  | Koreaceratops                                                      |
|  |                                                                    |
|  | \| \| Leptoceratopsidae \| \| \| \| \| \| Coronosauria \| \| \| \| |
|  |                                                                    |
|  | Leptoceratopsidae                                                  |
|  |                                                                    |
|  | Coronosauria                                                       |
|  |                                                                    |

|  | Leptoceratopsidae |
|  |                   |
|  | Coronosauria      |
|  |                   |

|  | Auroraceratops |
|  |                |
|  | Yamaceratops   |
|  |                |

|  | Helioceratops   |
|  |                 |
|  | Archaeoceratops |
|  |                 |

|  | Koreaceratops                                                      |
|  |                                                                    |
|  | \| \| Leptoceratopsidae \| \| \| \| \| \| Coronosauria \| \| \| \| |
|  |                                                                    |
|  | Leptoceratopsidae                                                  |
|  |                                                                    |
|  | Coronosauria                                                       |
|  |                                                                    |

|  | Leptoceratopsidae |
|  |                   |
|  | Coronosauria      |
|  |                   |

|  | Helioceratops   |
|  |                 |
|  | Archaeoceratops |
|  |                 |

|  | Koreaceratops                                                      |
|  |                                                                    |
|  | \| \| Leptoceratopsidae \| \| \| \| \| \| Coronosauria \| \| \| \| |
|  |                                                                    |
|  | Leptoceratopsidae                                                  |
|  |                                                                    |
|  | Coronosauria                                                       |
|  |                                                                    |

|  | Leptoceratopsidae |
|  |                   |
|  | Coronosauria      |
|  |                   |

|  | Auroraceratops |
|  |                |
|  | Yamaceratops   |
|  |                |

|  | Helioceratops   |
|  |                 |
|  | Archaeoceratops |
|  |                 |

|  | Koreaceratops                                                      |
|  |                                                                    |
|  | \| \| Leptoceratopsidae \| \| \| \| \| \| Coronosauria \| \| \| \| |
|  |                                                                    |
|  | Leptoceratopsidae                                                  |
|  |                                                                    |
|  | Coronosauria                                                       |
|  |                                                                    |

|  | Leptoceratopsidae |
|  |                   |
|  | Coronosauria      |
|  |                   |

|  | Helioceratops   |
|  |                 |
|  | Archaeoceratops |
|  |                 |

|  | Koreaceratops                                                      |
|  |                                                                    |
|  | \| \| Leptoceratopsidae \| \| \| \| \| \| Coronosauria \| \| \| \| |
|  |                                                                    |
|  | Leptoceratopsidae                                                  |
|  |                                                                    |
|  | Coronosauria                                                       |
|  |                                                                    |

|  | Leptoceratopsidae |
|  |                   |
|  | Coronosauria      |
|  |                   |

|  | Auroraceratops |
|  |                |
|  | Yamaceratops   |
|  |                |

|  | Helioceratops   |
|  |                 |
|  | Archaeoceratops |
|  |                 |

|  | Koreaceratops                                                      |
|  |                                                                    |
|  | \| \| Leptoceratopsidae \| \| \| \| \| \| Coronosauria \| \| \| \| |
|  |                                                                    |
|  | Leptoceratopsidae                                                  |
|  |                                                                    |
|  | Coronosauria                                                       |
|  |                                                                    |

|  | Leptoceratopsidae |
|  |                   |
|  | Coronosauria      |
|  |                   |

|  | Helioceratops   |
|  |                 |
|  | Archaeoceratops |
|  |                 |

|  | Koreaceratops                                                      |
|  |                                                                    |
|  | \| \| Leptoceratopsidae \| \| \| \| \| \| Coronosauria \| \| \| \| |
|  |                                                                    |
|  | Leptoceratopsidae                                                  |
|  |                                                                    |
|  | Coronosauria                                                       |
|  |                                                                    |

|  | Leptoceratopsidae |
|  |                   |
|  | Coronosauria      |
|  |                   |

|  | Xuanhuaceratops |
|  |                 |
|  | Chaoyangsaurus  |
|  |                 |

|  | P. sinensis     |
|  |                 |
|  | P. mongoliensis |
|  |                 |

|  | Auroraceratops |
|  |                |
|  | Yamaceratops   |
|  |                |

|  | Helioceratops   |
|  |                 |
|  | Archaeoceratops |
|  |                 |

|  | Koreaceratops                                                      |
|  |                                                                    |
|  | \| \| Leptoceratopsidae \| \| \| \| \| \| Coronosauria \| \| \| \| |
|  |                                                                    |
|  | Leptoceratopsidae                                                  |
|  |                                                                    |
|  | Coronosauria                                                       |
|  |                                                                    |

|  | Leptoceratopsidae |
|  |                   |
|  | Coronosauria      |
|  |                   |

|  | Helioceratops   |
|  |                 |
|  | Archaeoceratops |
|  |                 |

|  | Koreaceratops                                                      |
|  |                                                                    |
|  | \| \| Leptoceratopsidae \| \| \| \| \| \| Coronosauria \| \| \| \| |
|  |                                                                    |
|  | Leptoceratopsidae                                                  |
|  |                                                                    |
|  | Coronosauria                                                       |
|  |                                                                    |

|  | Leptoceratopsidae |
|  |                   |
|  | Coronosauria      |
|  |                   |

|  | Auroraceratops |
|  |                |
|  | Yamaceratops   |
|  |                |

|  | Helioceratops   |
|  |                 |
|  | Archaeoceratops |
|  |                 |

|  | Koreaceratops                                                      |
|  |                                                                    |
|  | \| \| Leptoceratopsidae \| \| \| \| \| \| Coronosauria \| \| \| \| |
|  |                                                                    |
|  | Leptoceratopsidae                                                  |
|  |                                                                    |
|  | Coronosauria                                                       |
|  |                                                                    |

|  | Leptoceratopsidae |
|  |                   |
|  | Coronosauria      |
|  |                   |

|  | Helioceratops   |
|  |                 |
|  | Archaeoceratops |
|  |                 |

|  | Koreaceratops                                                      |
|  |                                                                    |
|  | \| \| Leptoceratopsidae \| \| \| \| \| \| Coronosauria \| \| \| \| |
|  |                                                                    |
|  | Leptoceratopsidae                                                  |
|  |                                                                    |
|  | Coronosauria                                                       |
|  |                                                                    |

|  | Leptoceratopsidae |
|  |                   |
|  | Coronosauria      |
|  |                   |

|  | Auroraceratops |
|  |                |
|  | Yamaceratops   |
|  |                |

|  | Helioceratops   |
|  |                 |
|  | Archaeoceratops |
|  |                 |

|  | Koreaceratops                                                      |
|  |                                                                    |
|  | \| \| Leptoceratopsidae \| \| \| \| \| \| Coronosauria \| \| \| \| |
|  |                                                                    |
|  | Leptoceratopsidae                                                  |
|  |                                                                    |
|  | Coronosauria                                                       |
|  |                                                                    |

|  | Leptoceratopsidae |
|  |                   |
|  | Coronosauria      |
|  |                   |

|  | Helioceratops   |
|  |                 |
|  | Archaeoceratops |
|  |                 |

|  | Koreaceratops                                                      |
|  |                                                                    |
|  | \| \| Leptoceratopsidae \| \| \| \| \| \| Coronosauria \| \| \| \| |
|  |                                                                    |
|  | Leptoceratopsidae                                                  |
|  |                                                                    |
|  | Coronosauria                                                       |
|  |                                                                    |

|  | Leptoceratopsidae |
|  |                   |
|  | Coronosauria      |
|  |                   |

|  | Auroraceratops |
|  |                |
|  | Yamaceratops   |
|  |                |

|  | Helioceratops   |
|  |                 |
|  | Archaeoceratops |
|  |                 |

|  | Koreaceratops                                                      |
|  |                                                                    |
|  | \| \| Leptoceratopsidae \| \| \| \| \| \| Coronosauria \| \| \| \| |
|  |                                                                    |
|  | Leptoceratopsidae                                                  |
|  |                                                                    |
|  | Coronosauria                                                       |
|  |                                                                    |

|  | Leptoceratopsidae |
|  |                   |
|  | Coronosauria      |
|  |                   |

|  | Helioceratops   |
|  |                 |
|  | Archaeoceratops |
|  |                 |

|  | Koreaceratops                                                      |
|  |                                                                    |
|  | \| \| Leptoceratopsidae \| \| \| \| \| \| Coronosauria \| \| \| \| |
|  |                                                                    |
|  | Leptoceratopsidae                                                  |
|  |                                                                    |
|  | Coronosauria                                                       |
|  |                                                                    |

|  | Leptoceratopsidae |
|  |                   |
|  | Coronosauria      |
|  |                   |

|  | Auroraceratops |
|  |                |
|  | Yamaceratops   |
|  |                |

|  | Helioceratops   |
|  |                 |
|  | Archaeoceratops |
|  |                 |

|  | Koreaceratops                                                      |
|  |                                                                    |
|  | \| \| Leptoceratopsidae \| \| \| \| \| \| Coronosauria \| \| \| \| |
|  |                                                                    |
|  | Leptoceratopsidae                                                  |
|  |                                                                    |
|  | Coronosauria                                                       |
|  |                                                                    |

|  | Leptoceratopsidae |
|  |                   |
|  | Coronosauria      |
|  |                   |

|  | Helioceratops   |
|  |                 |
|  | Archaeoceratops |
|  |                 |

|  | Koreaceratops                                                      |
|  |                                                                    |
|  | \| \| Leptoceratopsidae \| \| \| \| \| \| Coronosauria \| \| \| \| |
|  |                                                                    |
|  | Leptoceratopsidae                                                  |
|  |                                                                    |
|  | Coronosauria                                                       |
|  |                                                                    |

|  | Leptoceratopsidae |
|  |                   |
|  | Coronosauria      |
|  |                   |

|  | Auroraceratops |
|  |                |
|  | Yamaceratops   |
|  |                |

|  | Helioceratops   |
|  |                 |
|  | Archaeoceratops |
|  |                 |

|  | Koreaceratops                                                      |
|  |                                                                    |
|  | \| \| Leptoceratopsidae \| \| \| \| \| \| Coronosauria \| \| \| \| |
|  |                                                                    |
|  | Leptoceratopsidae                                                  |
|  |                                                                    |
|  | Coronosauria                                                       |
|  |                                                                    |

|  | Leptoceratopsidae |
|  |                   |
|  | Coronosauria      |
|  |                   |

|  | Helioceratops   |
|  |                 |
|  | Archaeoceratops |
|  |                 |

|  | Koreaceratops                                                      |
|  |                                                                    |
|  | \| \| Leptoceratopsidae \| \| \| \| \| \| Coronosauria \| \| \| \| |
|  |                                                                    |
|  | Leptoceratopsidae                                                  |
|  |                                                                    |
|  | Coronosauria                                                       |
|  |                                                                    |

|  | Leptoceratopsidae |
|  |                   |
|  | Coronosauria      |
|  |                   |

|  | Auroraceratops |
|  |                |
|  | Yamaceratops   |
|  |                |

|  | Helioceratops   |
|  |                 |
|  | Archaeoceratops |
|  |                 |

|  | Koreaceratops                                                      |
|  |                                                                    |
|  | \| \| Leptoceratopsidae \| \| \| \| \| \| Coronosauria \| \| \| \| |
|  |                                                                    |
|  | Leptoceratopsidae                                                  |
|  |                                                                    |
|  | Coronosauria                                                       |
|  |                                                                    |

|  | Leptoceratopsidae |
|  |                   |
|  | Coronosauria      |
|  |                   |

|  | Helioceratops   |
|  |                 |
|  | Archaeoceratops |
|  |                 |

|  | Koreaceratops                                                      |
|  |                                                                    |
|  | \| \| Leptoceratopsidae \| \| \| \| \| \| Coronosauria \| \| \| \| |
|  |                                                                    |
|  | Leptoceratopsidae                                                  |
|  |                                                                    |
|  | Coronosauria                                                       |
|  |                                                                    |

|  | Leptoceratopsidae |
|  |                   |
|  | Coronosauria      |
|  |                   |

|  | Auroraceratops |
|  |                |
|  | Yamaceratops   |
|  |                |

|  | Helioceratops   |
|  |                 |
|  | Archaeoceratops |
|  |                 |

|  | Koreaceratops                                                      |
|  |                                                                    |
|  | \| \| Leptoceratopsidae \| \| \| \| \| \| Coronosauria \| \| \| \| |
|  |                                                                    |
|  | Leptoceratopsidae                                                  |
|  |                                                                    |
|  | Coronosauria                                                       |
|  |                                                                    |

|  | Leptoceratopsidae |
|  |                   |
|  | Coronosauria      |
|  |                   |

|  | Helioceratops   |
|  |                 |
|  | Archaeoceratops |
|  |                 |

|  | Koreaceratops                                                      |
|  |                                                                    |
|  | \| \| Leptoceratopsidae \| \| \| \| \| \| Coronosauria \| \| \| \| |
|  |                                                                    |
|  | Leptoceratopsidae                                                  |
|  |                                                                    |
|  | Coronosauria                                                       |
|  |                                                                    |

|  | Leptoceratopsidae |
|  |                   |
|  | Coronosauria      |
|  |                   |

|  | P. sinensis     |
|  |                 |
|  | P. mongoliensis |
|  |                 |

|  | Auroraceratops |
|  |                |
|  | Yamaceratops   |
|  |                |

|  | Helioceratops   |
|  |                 |
|  | Archaeoceratops |
|  |                 |

|  | Koreaceratops                                                      |
|  |                                                                    |
|  | \| \| Leptoceratopsidae \| \| \| \| \| \| Coronosauria \| \| \| \| |
|  |                                                                    |
|  | Leptoceratopsidae                                                  |
|  |                                                                    |
|  | Coronosauria                                                       |
|  |                                                                    |

|  | Leptoceratopsidae |
|  |                   |
|  | Coronosauria      |
|  |                   |

|  | Helioceratops   |
|  |                 |
|  | Archaeoceratops |
|  |                 |

|  | Koreaceratops                                                      |
|  |                                                                    |
|  | \| \| Leptoceratopsidae \| \| \| \| \| \| Coronosauria \| \| \| \| |
|  |                                                                    |
|  | Leptoceratopsidae                                                  |
|  |                                                                    |
|  | Coronosauria                                                       |
|  |                                                                    |

|  | Leptoceratopsidae |
|  |                   |
|  | Coronosauria      |
|  |                   |

|  | Auroraceratops |
|  |                |
|  | Yamaceratops   |
|  |                |

|  | Helioceratops   |
|  |                 |
|  | Archaeoceratops |
|  |                 |

|  | Koreaceratops                                                      |
|  |                                                                    |
|  | \| \| Leptoceratopsidae \| \| \| \| \| \| Coronosauria \| \| \| \| |
|  |                                                                    |
|  | Leptoceratopsidae                                                  |
|  |                                                                    |
|  | Coronosauria                                                       |
|  |                                                                    |

|  | Leptoceratopsidae |
|  |                   |
|  | Coronosauria      |
|  |                   |

|  | Helioceratops   |
|  |                 |
|  | Archaeoceratops |
|  |                 |

|  | Koreaceratops                                                      |
|  |                                                                    |
|  | \| \| Leptoceratopsidae \| \| \| \| \| \| Coronosauria \| \| \| \| |
|  |                                                                    |
|  | Leptoceratopsidae                                                  |
|  |                                                                    |
|  | Coronosauria                                                       |
|  |                                                                    |

|  | Leptoceratopsidae |
|  |                   |
|  | Coronosauria      |
|  |                   |

|  | Auroraceratops |
|  |                |
|  | Yamaceratops   |
|  |                |

|  | Helioceratops   |
|  |                 |
|  | Archaeoceratops |
|  |                 |

|  | Koreaceratops                                                      |
|  |                                                                    |
|  | \| \| Leptoceratopsidae \| \| \| \| \| \| Coronosauria \| \| \| \| |
|  |                                                                    |
|  | Leptoceratopsidae                                                  |
|  |                                                                    |
|  | Coronosauria                                                       |
|  |                                                                    |

|  | Leptoceratopsidae |
|  |                   |
|  | Coronosauria      |
|  |                   |

|  | Helioceratops   |
|  |                 |
|  | Archaeoceratops |
|  |                 |

|  | Koreaceratops                                                      |
|  |                                                                    |
|  | \| \| Leptoceratopsidae \| \| \| \| \| \| Coronosauria \| \| \| \| |
|  |                                                                    |
|  | Leptoceratopsidae                                                  |
|  |                                                                    |
|  | Coronosauria                                                       |
|  |                                                                    |

|  | Leptoceratopsidae |
|  |                   |
|  | Coronosauria      |
|  |                   |

|  | Auroraceratops |
|  |                |
|  | Yamaceratops   |
|  |                |

|  | Helioceratops   |
|  |                 |
|  | Archaeoceratops |
|  |                 |

|  | Koreaceratops                                                      |
|  |                                                                    |
|  | \| \| Leptoceratopsidae \| \| \| \| \| \| Coronosauria \| \| \| \| |
|  |                                                                    |
|  | Leptoceratopsidae                                                  |
|  |                                                                    |
|  | Coronosauria                                                       |
|  |                                                                    |

|  | Leptoceratopsidae |
|  |                   |
|  | Coronosauria      |
|  |                   |

|  | Helioceratops   |
|  |                 |
|  | Archaeoceratops |
|  |                 |

|  | Koreaceratops                                                      |
|  |                                                                    |
|  | \| \| Leptoceratopsidae \| \| \| \| \| \| Coronosauria \| \| \| \| |
|  |                                                                    |
|  | Leptoceratopsidae                                                  |
|  |                                                                    |
|  | Coronosauria                                                       |
|  |                                                                    |

|  | Leptoceratopsidae |
|  |                   |
|  | Coronosauria      |
|  |                   |

|  | Auroraceratops |
|  |                |
|  | Yamaceratops   |
|  |                |

|  | Helioceratops   |
|  |                 |
|  | Archaeoceratops |
|  |                 |

|  | Koreaceratops                                                      |
|  |                                                                    |
|  | \| \| Leptoceratopsidae \| \| \| \| \| \| Coronosauria \| \| \| \| |
|  |                                                                    |
|  | Leptoceratopsidae                                                  |
|  |                                                                    |
|  | Coronosauria                                                       |
|  |                                                                    |

|  | Leptoceratopsidae |
|  |                   |
|  | Coronosauria      |
|  |                   |

|  | Helioceratops   |
|  |                 |
|  | Archaeoceratops |
|  |                 |

|  | Koreaceratops                                                      |
|  |                                                                    |
|  | \| \| Leptoceratopsidae \| \| \| \| \| \| Coronosauria \| \| \| \| |
|  |                                                                    |
|  | Leptoceratopsidae                                                  |
|  |                                                                    |
|  | Coronosauria                                                       |
|  |                                                                    |

|  | Leptoceratopsidae |
|  |                   |
|  | Coronosauria      |
|  |                   |

|  | Auroraceratops |
|  |                |
|  | Yamaceratops   |
|  |                |

|  | Helioceratops   |
|  |                 |
|  | Archaeoceratops |
|  |                 |

|  | Koreaceratops                                                      |
|  |                                                                    |
|  | \| \| Leptoceratopsidae \| \| \| \| \| \| Coronosauria \| \| \| \| |
|  |                                                                    |
|  | Leptoceratopsidae                                                  |
|  |                                                                    |
|  | Coronosauria                                                       |
|  |                                                                    |

|  | Leptoceratopsidae |
|  |                   |
|  | Coronosauria      |
|  |                   |

|  | Helioceratops   |
|  |                 |
|  | Archaeoceratops |
|  |                 |

|  | Koreaceratops                                                      |
|  |                                                                    |
|  | \| \| Leptoceratopsidae \| \| \| \| \| \| Coronosauria \| \| \| \| |
|  |                                                                    |
|  | Leptoceratopsidae                                                  |
|  |                                                                    |
|  | Coronosauria                                                       |
|  |                                                                    |

|  | Leptoceratopsidae |
|  |                   |
|  | Coronosauria      |
|  |                   |

|  | Auroraceratops |
|  |                |
|  | Yamaceratops   |
|  |                |

|  | Helioceratops   |
|  |                 |
|  | Archaeoceratops |
|  |                 |

|  | Koreaceratops                                                      |
|  |                                                                    |
|  | \| \| Leptoceratopsidae \| \| \| \| \| \| Coronosauria \| \| \| \| |
|  |                                                                    |
|  | Leptoceratopsidae                                                  |
|  |                                                                    |
|  | Coronosauria                                                       |
|  |                                                                    |

|  | Leptoceratopsidae |
|  |                   |
|  | Coronosauria      |
|  |                   |

|  | Helioceratops   |
|  |                 |
|  | Archaeoceratops |
|  |                 |

|  | Koreaceratops                                                      |
|  |                                                                    |
|  | \| \| Leptoceratopsidae \| \| \| \| \| \| Coronosauria \| \| \| \| |
|  |                                                                    |
|  | Leptoceratopsidae                                                  |
|  |                                                                    |
|  | Coronosauria                                                       |
|  |                                                                    |

|  | Leptoceratopsidae |
|  |                   |
|  | Coronosauria      |
|  |                   |

|  | Auroraceratops |
|  |                |
|  | Yamaceratops   |
|  |                |

|  | Helioceratops   |
|  |                 |
|  | Archaeoceratops |
|  |                 |

|  | Koreaceratops                                                      |
|  |                                                                    |
|  | \| \| Leptoceratopsidae \| \| \| \| \| \| Coronosauria \| \| \| \| |
|  |                                                                    |
|  | Leptoceratopsidae                                                  |
|  |                                                                    |
|  | Coronosauria                                                       |
|  |                                                                    |

|  | Leptoceratopsidae |
|  |                   |
|  | Coronosauria      |
|  |                   |

|  | Helioceratops   |
|  |                 |
|  | Archaeoceratops |
|  |                 |

|  | Koreaceratops                                                      |
|  |                                                                    |
|  | \| \| Leptoceratopsidae \| \| \| \| \| \| Coronosauria \| \| \| \| |
|  |                                                                    |
|  | Leptoceratopsidae                                                  |
|  |                                                                    |
|  | Coronosauria                                                       |
|  |                                                                    |

|  | Leptoceratopsidae |
|  |                   |
|  | Coronosauria      |
|  |                   |

|  | Xuanhuaceratops |
|  |                 |
|  | Chaoyangsaurus  |
|  |                 |

|  | P. sinensis     |
|  |                 |
|  | P. mongoliensis |
|  |                 |

|  | Auroraceratops |
|  |                |
|  | Yamaceratops   |
|  |                |

|  | Helioceratops   |
|  |                 |
|  | Archaeoceratops |
|  |                 |

|  | Koreaceratops                                                      |
|  |                                                                    |
|  | \| \| Leptoceratopsidae \| \| \| \| \| \| Coronosauria \| \| \| \| |
|  |                                                                    |
|  | Leptoceratopsidae                                                  |
|  |                                                                    |
|  | Coronosauria                                                       |
|  |                                                                    |

|  | Leptoceratopsidae |
|  |                   |
|  | Coronosauria      |
|  |                   |

|  | Helioceratops   |
|  |                 |
|  | Archaeoceratops |
|  |                 |

|  | Koreaceratops                                                      |
|  |                                                                    |
|  | \| \| Leptoceratopsidae \| \| \| \| \| \| Coronosauria \| \| \| \| |
|  |                                                                    |
|  | Leptoceratopsidae                                                  |
|  |                                                                    |
|  | Coronosauria                                                       |
|  |                                                                    |

|  | Leptoceratopsidae |
|  |                   |
|  | Coronosauria      |
|  |                   |

|  | Auroraceratops |
|  |                |
|  | Yamaceratops   |
|  |                |

|  | Helioceratops   |
|  |                 |
|  | Archaeoceratops |
|  |                 |

|  | Koreaceratops                                                      |
|  |                                                                    |
|  | \| \| Leptoceratopsidae \| \| \| \| \| \| Coronosauria \| \| \| \| |
|  |                                                                    |
|  | Leptoceratopsidae                                                  |
|  |                                                                    |
|  | Coronosauria                                                       |
|  |                                                                    |

|  | Leptoceratopsidae |
|  |                   |
|  | Coronosauria      |
|  |                   |

|  | Helioceratops   |
|  |                 |
|  | Archaeoceratops |
|  |                 |

|  | Koreaceratops                                                      |
|  |                                                                    |
|  | \| \| Leptoceratopsidae \| \| \| \| \| \| Coronosauria \| \| \| \| |
|  |                                                                    |
|  | Leptoceratopsidae                                                  |
|  |                                                                    |
|  | Coronosauria                                                       |
|  |                                                                    |

|  | Leptoceratopsidae |
|  |                   |
|  | Coronosauria      |
|  |                   |

|  | Auroraceratops |
|  |                |
|  | Yamaceratops   |
|  |                |

|  | Helioceratops   |
|  |                 |
|  | Archaeoceratops |
|  |                 |

|  | Koreaceratops                                                      |
|  |                                                                    |
|  | \| \| Leptoceratopsidae \| \| \| \| \| \| Coronosauria \| \| \| \| |
|  |                                                                    |
|  | Leptoceratopsidae                                                  |
|  |                                                                    |
|  | Coronosauria                                                       |
|  |                                                                    |

|  | Leptoceratopsidae |
|  |                   |
|  | Coronosauria      |
|  |                   |

|  | Helioceratops   |
|  |                 |
|  | Archaeoceratops |
|  |                 |

|  | Koreaceratops                                                      |
|  |                                                                    |
|  | \| \| Leptoceratopsidae \| \| \| \| \| \| Coronosauria \| \| \| \| |
|  |                                                                    |
|  | Leptoceratopsidae                                                  |
|  |                                                                    |
|  | Coronosauria                                                       |
|  |                                                                    |

|  | Leptoceratopsidae |
|  |                   |
|  | Coronosauria      |
|  |                   |

|  | Auroraceratops |
|  |                |
|  | Yamaceratops   |
|  |                |

|  | Helioceratops   |
|  |                 |
|  | Archaeoceratops |
|  |                 |

|  | Koreaceratops                                                      |
|  |                                                                    |
|  | \| \| Leptoceratopsidae \| \| \| \| \| \| Coronosauria \| \| \| \| |
|  |                                                                    |
|  | Leptoceratopsidae                                                  |
|  |                                                                    |
|  | Coronosauria                                                       |
|  |                                                                    |

|  | Leptoceratopsidae |
|  |                   |
|  | Coronosauria      |
|  |                   |

|  | Helioceratops   |
|  |                 |
|  | Archaeoceratops |
|  |                 |

|  | Koreaceratops                                                      |
|  |                                                                    |
|  | \| \| Leptoceratopsidae \| \| \| \| \| \| Coronosauria \| \| \| \| |
|  |                                                                    |
|  | Leptoceratopsidae                                                  |
|  |                                                                    |
|  | Coronosauria                                                       |
|  |                                                                    |

|  | Leptoceratopsidae |
|  |                   |
|  | Coronosauria      |
|  |                   |

|  | Auroraceratops |
|  |                |
|  | Yamaceratops   |
|  |                |

|  | Helioceratops   |
|  |                 |
|  | Archaeoceratops |
|  |                 |

|  | Koreaceratops                                                      |
|  |                                                                    |
|  | \| \| Leptoceratopsidae \| \| \| \| \| \| Coronosauria \| \| \| \| |
|  |                                                                    |
|  | Leptoceratopsidae                                                  |
|  |                                                                    |
|  | Coronosauria                                                       |
|  |                                                                    |

|  | Leptoceratopsidae |
|  |                   |
|  | Coronosauria      |
|  |                   |

|  | Helioceratops   |
|  |                 |
|  | Archaeoceratops |
|  |                 |

|  | Koreaceratops                                                      |
|  |                                                                    |
|  | \| \| Leptoceratopsidae \| \| \| \| \| \| Coronosauria \| \| \| \| |
|  |                                                                    |
|  | Leptoceratopsidae                                                  |
|  |                                                                    |
|  | Coronosauria                                                       |
|  |                                                                    |

|  | Leptoceratopsidae |
|  |                   |
|  | Coronosauria      |
|  |                   |

|  | Auroraceratops |
|  |                |
|  | Yamaceratops   |
|  |                |

|  | Helioceratops   |
|  |                 |
|  | Archaeoceratops |
|  |                 |

|  | Koreaceratops                                                      |
|  |                                                                    |
|  | \| \| Leptoceratopsidae \| \| \| \| \| \| Coronosauria \| \| \| \| |
|  |                                                                    |
|  | Leptoceratopsidae                                                  |
|  |                                                                    |
|  | Coronosauria                                                       |
|  |                                                                    |

|  | Leptoceratopsidae |
|  |                   |
|  | Coronosauria      |
|  |                   |

|  | Helioceratops   |
|  |                 |
|  | Archaeoceratops |
|  |                 |

|  | Koreaceratops                                                      |
|  |                                                                    |
|  | \| \| Leptoceratopsidae \| \| \| \| \| \| Coronosauria \| \| \| \| |
|  |                                                                    |
|  | Leptoceratopsidae                                                  |
|  |                                                                    |
|  | Coronosauria                                                       |
|  |                                                                    |

|  | Leptoceratopsidae |
|  |                   |
|  | Coronosauria      |
|  |                   |

|  | Auroraceratops |
|  |                |
|  | Yamaceratops   |
|  |                |

|  | Helioceratops   |
|  |                 |
|  | Archaeoceratops |
|  |                 |

|  | Koreaceratops                                                      |
|  |                                                                    |
|  | \| \| Leptoceratopsidae \| \| \| \| \| \| Coronosauria \| \| \| \| |
|  |                                                                    |
|  | Leptoceratopsidae                                                  |
|  |                                                                    |
|  | Coronosauria                                                       |
|  |                                                                    |

|  | Leptoceratopsidae |
|  |                   |
|  | Coronosauria      |
|  |                   |

|  | Helioceratops   |
|  |                 |
|  | Archaeoceratops |
|  |                 |

|  | Koreaceratops                                                      |
|  |                                                                    |
|  | \| \| Leptoceratopsidae \| \| \| \| \| \| Coronosauria \| \| \| \| |
|  |                                                                    |
|  | Leptoceratopsidae                                                  |
|  |                                                                    |
|  | Coronosauria                                                       |
|  |                                                                    |

|  | Leptoceratopsidae |
|  |                   |
|  | Coronosauria      |
|  |                   |

|  | Auroraceratops |
|  |                |
|  | Yamaceratops   |
|  |                |

|  | Helioceratops   |
|  |                 |
|  | Archaeoceratops |
|  |                 |

|  | Koreaceratops                                                      |
|  |                                                                    |
|  | \| \| Leptoceratopsidae \| \| \| \| \| \| Coronosauria \| \| \| \| |
|  |                                                                    |
|  | Leptoceratopsidae                                                  |
|  |                                                                    |
|  | Coronosauria                                                       |
|  |                                                                    |

|  | Leptoceratopsidae |
|  |                   |
|  | Coronosauria      |
|  |                   |

|  | Helioceratops   |
|  |                 |
|  | Archaeoceratops |
|  |                 |

|  | Koreaceratops                                                      |
|  |                                                                    |
|  | \| \| Leptoceratopsidae \| \| \| \| \| \| Coronosauria \| \| \| \| |
|  |                                                                    |
|  | Leptoceratopsidae                                                  |
|  |                                                                    |
|  | Coronosauria                                                       |
|  |                                                                    |

|  | Leptoceratopsidae |
|  |                   |
|  | Coronosauria      |
|  |                   |

|  | P. sinensis     |
|  |                 |
|  | P. mongoliensis |
|  |                 |

|  | Auroraceratops |
|  |                |
|  | Yamaceratops   |
|  |                |

|  | Helioceratops   |
|  |                 |
|  | Archaeoceratops |
|  |                 |

|  | Koreaceratops                                                      |
|  |                                                                    |
|  | \| \| Leptoceratopsidae \| \| \| \| \| \| Coronosauria \| \| \| \| |
|  |                                                                    |
|  | Leptoceratopsidae                                                  |
|  |                                                                    |
|  | Coronosauria                                                       |
|  |                                                                    |

|  | Leptoceratopsidae |
|  |                   |
|  | Coronosauria      |
|  |                   |

|  | Helioceratops   |
|  |                 |
|  | Archaeoceratops |
|  |                 |

|  | Koreaceratops                                                      |
|  |                                                                    |
|  | \| \| Leptoceratopsidae \| \| \| \| \| \| Coronosauria \| \| \| \| |
|  |                                                                    |
|  | Leptoceratopsidae                                                  |
|  |                                                                    |
|  | Coronosauria                                                       |
|  |                                                                    |

|  | Leptoceratopsidae |
|  |                   |
|  | Coronosauria      |
|  |                   |

|  | Auroraceratops |
|  |                |
|  | Yamaceratops   |
|  |                |

|  | Helioceratops   |
|  |                 |
|  | Archaeoceratops |
|  |                 |

|  | Koreaceratops                                                      |
|  |                                                                    |
|  | \| \| Leptoceratopsidae \| \| \| \| \| \| Coronosauria \| \| \| \| |
|  |                                                                    |
|  | Leptoceratopsidae                                                  |
|  |                                                                    |
|  | Coronosauria                                                       |
|  |                                                                    |

|  | Leptoceratopsidae |
|  |                   |
|  | Coronosauria      |
|  |                   |

|  | Helioceratops   |
|  |                 |
|  | Archaeoceratops |
|  |                 |

|  | Koreaceratops                                                      |
|  |                                                                    |
|  | \| \| Leptoceratopsidae \| \| \| \| \| \| Coronosauria \| \| \| \| |
|  |                                                                    |
|  | Leptoceratopsidae                                                  |
|  |                                                                    |
|  | Coronosauria                                                       |
|  |                                                                    |

|  | Leptoceratopsidae |
|  |                   |
|  | Coronosauria      |
|  |                   |

|  | Auroraceratops |
|  |                |
|  | Yamaceratops   |
|  |                |

|  | Helioceratops   |
|  |                 |
|  | Archaeoceratops |
|  |                 |

|  | Koreaceratops                                                      |
|  |                                                                    |
|  | \| \| Leptoceratopsidae \| \| \| \| \| \| Coronosauria \| \| \| \| |
|  |                                                                    |
|  | Leptoceratopsidae                                                  |
|  |                                                                    |
|  | Coronosauria                                                       |
|  |                                                                    |

|  | Leptoceratopsidae |
|  |                   |
|  | Coronosauria      |
|  |                   |

|  | Helioceratops   |
|  |                 |
|  | Archaeoceratops |
|  |                 |

|  | Koreaceratops                                                      |
|  |                                                                    |
|  | \| \| Leptoceratopsidae \| \| \| \| \| \| Coronosauria \| \| \| \| |
|  |                                                                    |
|  | Leptoceratopsidae                                                  |
|  |                                                                    |
|  | Coronosauria                                                       |
|  |                                                                    |

|  | Leptoceratopsidae |
|  |                   |
|  | Coronosauria      |
|  |                   |

|  | Auroraceratops |
|  |                |
|  | Yamaceratops   |
|  |                |

|  | Helioceratops   |
|  |                 |
|  | Archaeoceratops |
|  |                 |

|  | Koreaceratops                                                      |
|  |                                                                    |
|  | \| \| Leptoceratopsidae \| \| \| \| \| \| Coronosauria \| \| \| \| |
|  |                                                                    |
|  | Leptoceratopsidae                                                  |
|  |                                                                    |
|  | Coronosauria                                                       |
|  |                                                                    |

|  | Leptoceratopsidae |
|  |                   |
|  | Coronosauria      |
|  |                   |

|  | Helioceratops   |
|  |                 |
|  | Archaeoceratops |
|  |                 |

|  | Koreaceratops                                                      |
|  |                                                                    |
|  | \| \| Leptoceratopsidae \| \| \| \| \| \| Coronosauria \| \| \| \| |
|  |                                                                    |
|  | Leptoceratopsidae                                                  |
|  |                                                                    |
|  | Coronosauria                                                       |
|  |                                                                    |

|  | Leptoceratopsidae |
|  |                   |
|  | Coronosauria      |
|  |                   |

|  | Auroraceratops |
|  |                |
|  | Yamaceratops   |
|  |                |

|  | Helioceratops   |
|  |                 |
|  | Archaeoceratops |
|  |                 |

|  | Koreaceratops                                                      |
|  |                                                                    |
|  | \| \| Leptoceratopsidae \| \| \| \| \| \| Coronosauria \| \| \| \| |
|  |                                                                    |
|  | Leptoceratopsidae                                                  |
|  |                                                                    |
|  | Coronosauria                                                       |
|  |                                                                    |

|  | Leptoceratopsidae |
|  |                   |
|  | Coronosauria      |
|  |                   |

|  | Helioceratops   |
|  |                 |
|  | Archaeoceratops |
|  |                 |

|  | Koreaceratops                                                      |
|  |                                                                    |
|  | \| \| Leptoceratopsidae \| \| \| \| \| \| Coronosauria \| \| \| \| |
|  |                                                                    |
|  | Leptoceratopsidae                                                  |
|  |                                                                    |
|  | Coronosauria                                                       |
|  |                                                                    |

|  | Leptoceratopsidae |
|  |                   |
|  | Coronosauria      |
|  |                   |

|  | Auroraceratops |
|  |                |
|  | Yamaceratops   |
|  |                |

|  | Helioceratops   |
|  |                 |
|  | Archaeoceratops |
|  |                 |

|  | Koreaceratops                                                      |
|  |                                                                    |
|  | \| \| Leptoceratopsidae \| \| \| \| \| \| Coronosauria \| \| \| \| |
|  |                                                                    |
|  | Leptoceratopsidae                                                  |
|  |                                                                    |
|  | Coronosauria                                                       |
|  |                                                                    |

|  | Leptoceratopsidae |
|  |                   |
|  | Coronosauria      |
|  |                   |

|  | Helioceratops   |
|  |                 |
|  | Archaeoceratops |
|  |                 |

|  | Koreaceratops                                                      |
|  |                                                                    |
|  | \| \| Leptoceratopsidae \| \| \| \| \| \| Coronosauria \| \| \| \| |
|  |                                                                    |
|  | Leptoceratopsidae                                                  |
|  |                                                                    |
|  | Coronosauria                                                       |
|  |                                                                    |

|  | Leptoceratopsidae |
|  |                   |
|  | Coronosauria      |
|  |                   |

|  | Auroraceratops |
|  |                |
|  | Yamaceratops   |
|  |                |

|  | Helioceratops   |
|  |                 |
|  | Archaeoceratops |
|  |                 |

|  | Koreaceratops                                                      |
|  |                                                                    |
|  | \| \| Leptoceratopsidae \| \| \| \| \| \| Coronosauria \| \| \| \| |
|  |                                                                    |
|  | Leptoceratopsidae                                                  |
|  |                                                                    |
|  | Coronosauria                                                       |
|  |                                                                    |

|  | Leptoceratopsidae |
|  |                   |
|  | Coronosauria      |
|  |                   |

|  | Helioceratops   |
|  |                 |
|  | Archaeoceratops |
|  |                 |

|  | Koreaceratops                                                      |
|  |                                                                    |
|  | \| \| Leptoceratopsidae \| \| \| \| \| \| Coronosauria \| \| \| \| |
|  |                                                                    |
|  | Leptoceratopsidae                                                  |
|  |                                                                    |
|  | Coronosauria                                                       |
|  |                                                                    |

|  | Leptoceratopsidae |
|  |                   |
|  | Coronosauria      |
|  |                   |

|  | Auroraceratops |
|  |                |
|  | Yamaceratops   |
|  |                |

|  | Helioceratops   |
|  |                 |
|  | Archaeoceratops |
|  |                 |

|  | Koreaceratops                                                      |
|  |                                                                    |
|  | \| \| Leptoceratopsidae \| \| \| \| \| \| Coronosauria \| \| \| \| |
|  |                                                                    |
|  | Leptoceratopsidae                                                  |
|  |                                                                    |
|  | Coronosauria                                                       |
|  |                                                                    |

|  | Leptoceratopsidae |
|  |                   |
|  | Coronosauria      |
|  |                   |

|  | Helioceratops   |
|  |                 |
|  | Archaeoceratops |
|  |                 |

|  | Koreaceratops                                                      |
|  |                                                                    |
|  | \| \| Leptoceratopsidae \| \| \| \| \| \| Coronosauria \| \| \| \| |
|  |                                                                    |
|  | Leptoceratopsidae                                                  |
|  |                                                                    |
|  | Coronosauria                                                       |
|  |                                                                    |

|  | Leptoceratopsidae |
|  |                   |
|  | Coronosauria      |
|  |                   |

|  | Xuanhuaceratops |
|  |                 |
|  | Chaoyangsaurus  |
|  |                 |

|  | P. sinensis     |
|  |                 |
|  | P. mongoliensis |
|  |                 |

|  | Auroraceratops |
|  |                |
|  | Yamaceratops   |
|  |                |

|  | Helioceratops   |
|  |                 |
|  | Archaeoceratops |
|  |                 |

|  | Koreaceratops                                                      |
|  |                                                                    |
|  | \| \| Leptoceratopsidae \| \| \| \| \| \| Coronosauria \| \| \| \| |
|  |                                                                    |
|  | Leptoceratopsidae                                                  |
|  |                                                                    |
|  | Coronosauria                                                       |
|  |                                                                    |

|  | Leptoceratopsidae |
|  |                   |
|  | Coronosauria      |
|  |                   |

|  | Helioceratops   |
|  |                 |
|  | Archaeoceratops |
|  |                 |

|  | Koreaceratops                                                      |
|  |                                                                    |
|  | \| \| Leptoceratopsidae \| \| \| \| \| \| Coronosauria \| \| \| \| |
|  |                                                                    |
|  | Leptoceratopsidae                                                  |
|  |                                                                    |
|  | Coronosauria                                                       |
|  |                                                                    |

|  | Leptoceratopsidae |
|  |                   |
|  | Coronosauria      |
|  |                   |

|  | Auroraceratops |
|  |                |
|  | Yamaceratops   |
|  |                |

|  | Helioceratops   |
|  |                 |
|  | Archaeoceratops |
|  |                 |

|  | Koreaceratops                                                      |
|  |                                                                    |
|  | \| \| Leptoceratopsidae \| \| \| \| \| \| Coronosauria \| \| \| \| |
|  |                                                                    |
|  | Leptoceratopsidae                                                  |
|  |                                                                    |
|  | Coronosauria                                                       |
|  |                                                                    |

|  | Leptoceratopsidae |
|  |                   |
|  | Coronosauria      |
|  |                   |

|  | Helioceratops   |
|  |                 |
|  | Archaeoceratops |
|  |                 |

|  | Koreaceratops                                                      |
|  |                                                                    |
|  | \| \| Leptoceratopsidae \| \| \| \| \| \| Coronosauria \| \| \| \| |
|  |                                                                    |
|  | Leptoceratopsidae                                                  |
|  |                                                                    |
|  | Coronosauria                                                       |
|  |                                                                    |

|  | Leptoceratopsidae |
|  |                   |
|  | Coronosauria      |
|  |                   |

|  | Auroraceratops |
|  |                |
|  | Yamaceratops   |
|  |                |

|  | Helioceratops   |
|  |                 |
|  | Archaeoceratops |
|  |                 |

|  | Koreaceratops                                                      |
|  |                                                                    |
|  | \| \| Leptoceratopsidae \| \| \| \| \| \| Coronosauria \| \| \| \| |
|  |                                                                    |
|  | Leptoceratopsidae                                                  |
|  |                                                                    |
|  | Coronosauria                                                       |
|  |                                                                    |

|  | Leptoceratopsidae |
|  |                   |
|  | Coronosauria      |
|  |                   |

|  | Helioceratops   |
|  |                 |
|  | Archaeoceratops |
|  |                 |

|  | Koreaceratops                                                      |
|  |                                                                    |
|  | \| \| Leptoceratopsidae \| \| \| \| \| \| Coronosauria \| \| \| \| |
|  |                                                                    |
|  | Leptoceratopsidae                                                  |
|  |                                                                    |
|  | Coronosauria                                                       |
|  |                                                                    |

|  | Leptoceratopsidae |
|  |                   |
|  | Coronosauria      |
|  |                   |

|  | Auroraceratops |
|  |                |
|  | Yamaceratops   |
|  |                |

|  | Helioceratops   |
|  |                 |
|  | Archaeoceratops |
|  |                 |

|  | Koreaceratops                                                      |
|  |                                                                    |
|  | \| \| Leptoceratopsidae \| \| \| \| \| \| Coronosauria \| \| \| \| |
|  |                                                                    |
|  | Leptoceratopsidae                                                  |
|  |                                                                    |
|  | Coronosauria                                                       |
|  |                                                                    |

|  | Leptoceratopsidae |
|  |                   |
|  | Coronosauria      |
|  |                   |

|  | Helioceratops   |
|  |                 |
|  | Archaeoceratops |
|  |                 |

|  | Koreaceratops                                                      |
|  |                                                                    |
|  | \| \| Leptoceratopsidae \| \| \| \| \| \| Coronosauria \| \| \| \| |
|  |                                                                    |
|  | Leptoceratopsidae                                                  |
|  |                                                                    |
|  | Coronosauria                                                       |
|  |                                                                    |

|  | Leptoceratopsidae |
|  |                   |
|  | Coronosauria      |
|  |                   |

|  | Auroraceratops |
|  |                |
|  | Yamaceratops   |
|  |                |

|  | Helioceratops   |
|  |                 |
|  | Archaeoceratops |
|  |                 |

|  | Koreaceratops                                                      |
|  |                                                                    |
|  | \| \| Leptoceratopsidae \| \| \| \| \| \| Coronosauria \| \| \| \| |
|  |                                                                    |
|  | Leptoceratopsidae                                                  |
|  |                                                                    |
|  | Coronosauria                                                       |
|  |                                                                    |

|  | Leptoceratopsidae |
|  |                   |
|  | Coronosauria      |
|  |                   |

|  | Helioceratops   |
|  |                 |
|  | Archaeoceratops |
|  |                 |

|  | Koreaceratops                                                      |
|  |                                                                    |
|  | \| \| Leptoceratopsidae \| \| \| \| \| \| Coronosauria \| \| \| \| |
|  |                                                                    |
|  | Leptoceratopsidae                                                  |
|  |                                                                    |
|  | Coronosauria                                                       |
|  |                                                                    |

|  | Leptoceratopsidae |
|  |                   |
|  | Coronosauria      |
|  |                   |

|  | Auroraceratops |
|  |                |
|  | Yamaceratops   |
|  |                |

|  | Helioceratops   |
|  |                 |
|  | Archaeoceratops |
|  |                 |

|  | Koreaceratops                                                      |
|  |                                                                    |
|  | \| \| Leptoceratopsidae \| \| \| \| \| \| Coronosauria \| \| \| \| |
|  |                                                                    |
|  | Leptoceratopsidae                                                  |
|  |                                                                    |
|  | Coronosauria                                                       |
|  |                                                                    |

|  | Leptoceratopsidae |
|  |                   |
|  | Coronosauria      |
|  |                   |

|  | Helioceratops   |
|  |                 |
|  | Archaeoceratops |
|  |                 |

|  | Koreaceratops                                                      |
|  |                                                                    |
|  | \| \| Leptoceratopsidae \| \| \| \| \| \| Coronosauria \| \| \| \| |
|  |                                                                    |
|  | Leptoceratopsidae                                                  |
|  |                                                                    |
|  | Coronosauria                                                       |
|  |                                                                    |

|  | Leptoceratopsidae |
|  |                   |
|  | Coronosauria      |
|  |                   |

|  | Auroraceratops |
|  |                |
|  | Yamaceratops   |
|  |                |

|  | Helioceratops   |
|  |                 |
|  | Archaeoceratops |
|  |                 |

|  | Koreaceratops                                                      |
|  |                                                                    |
|  | \| \| Leptoceratopsidae \| \| \| \| \| \| Coronosauria \| \| \| \| |
|  |                                                                    |
|  | Leptoceratopsidae                                                  |
|  |                                                                    |
|  | Coronosauria                                                       |
|  |                                                                    |

|  | Leptoceratopsidae |
|  |                   |
|  | Coronosauria      |
|  |                   |

|  | Helioceratops   |
|  |                 |
|  | Archaeoceratops |
|  |                 |

|  | Koreaceratops                                                      |
|  |                                                                    |
|  | \| \| Leptoceratopsidae \| \| \| \| \| \| Coronosauria \| \| \| \| |
|  |                                                                    |
|  | Leptoceratopsidae                                                  |
|  |                                                                    |
|  | Coronosauria                                                       |
|  |                                                                    |

|  | Leptoceratopsidae |
|  |                   |
|  | Coronosauria      |
|  |                   |

|  | Auroraceratops |
|  |                |
|  | Yamaceratops   |
|  |                |

|  | Helioceratops   |
|  |                 |
|  | Archaeoceratops |
|  |                 |

|  | Koreaceratops                                                      |
|  |                                                                    |
|  | \| \| Leptoceratopsidae \| \| \| \| \| \| Coronosauria \| \| \| \| |
|  |                                                                    |
|  | Leptoceratopsidae                                                  |
|  |                                                                    |
|  | Coronosauria                                                       |
|  |                                                                    |

|  | Leptoceratopsidae |
|  |                   |
|  | Coronosauria      |
|  |                   |

|  | Helioceratops   |
|  |                 |
|  | Archaeoceratops |
|  |                 |

|  | Koreaceratops                                                      |
|  |                                                                    |
|  | \| \| Leptoceratopsidae \| \| \| \| \| \| Coronosauria \| \| \| \| |
|  |                                                                    |
|  | Leptoceratopsidae                                                  |
|  |                                                                    |
|  | Coronosauria                                                       |
|  |                                                                    |

|  | Leptoceratopsidae |
|  |                   |
|  | Coronosauria      |
|  |                   |

|  | P. sinensis     |
|  |                 |
|  | P. mongoliensis |
|  |                 |

|  | Auroraceratops |
|  |                |
|  | Yamaceratops   |
|  |                |

|  | Helioceratops   |
|  |                 |
|  | Archaeoceratops |
|  |                 |

|  | Koreaceratops                                                      |
|  |                                                                    |
|  | \| \| Leptoceratopsidae \| \| \| \| \| \| Coronosauria \| \| \| \| |
|  |                                                                    |
|  | Leptoceratopsidae                                                  |
|  |                                                                    |
|  | Coronosauria                                                       |
|  |                                                                    |

|  | Leptoceratopsidae |
|  |                   |
|  | Coronosauria      |
|  |                   |

|  | Helioceratops   |
|  |                 |
|  | Archaeoceratops |
|  |                 |

|  | Koreaceratops                                                      |
|  |                                                                    |
|  | \| \| Leptoceratopsidae \| \| \| \| \| \| Coronosauria \| \| \| \| |
|  |                                                                    |
|  | Leptoceratopsidae                                                  |
|  |                                                                    |
|  | Coronosauria                                                       |
|  |                                                                    |

|  | Leptoceratopsidae |
|  |                   |
|  | Coronosauria      |
|  |                   |

|  | Auroraceratops |
|  |                |
|  | Yamaceratops   |
|  |                |

|  | Helioceratops   |
|  |                 |
|  | Archaeoceratops |
|  |                 |

|  | Koreaceratops                                                      |
|  |                                                                    |
|  | \| \| Leptoceratopsidae \| \| \| \| \| \| Coronosauria \| \| \| \| |
|  |                                                                    |
|  | Leptoceratopsidae                                                  |
|  |                                                                    |
|  | Coronosauria                                                       |
|  |                                                                    |

|  | Leptoceratopsidae |
|  |                   |
|  | Coronosauria      |
|  |                   |

|  | Helioceratops   |
|  |                 |
|  | Archaeoceratops |
|  |                 |

|  | Koreaceratops                                                      |
|  |                                                                    |
|  | \| \| Leptoceratopsidae \| \| \| \| \| \| Coronosauria \| \| \| \| |
|  |                                                                    |
|  | Leptoceratopsidae                                                  |
|  |                                                                    |
|  | Coronosauria                                                       |
|  |                                                                    |

|  | Leptoceratopsidae |
|  |                   |
|  | Coronosauria      |
|  |                   |

|  | Auroraceratops |
|  |                |
|  | Yamaceratops   |
|  |                |

|  | Helioceratops   |
|  |                 |
|  | Archaeoceratops |
|  |                 |

|  | Koreaceratops                                                      |
|  |                                                                    |
|  | \| \| Leptoceratopsidae \| \| \| \| \| \| Coronosauria \| \| \| \| |
|  |                                                                    |
|  | Leptoceratopsidae                                                  |
|  |                                                                    |
|  | Coronosauria                                                       |
|  |                                                                    |

|  | Leptoceratopsidae |
|  |                   |
|  | Coronosauria      |
|  |                   |

|  | Helioceratops   |
|  |                 |
|  | Archaeoceratops |
|  |                 |

|  | Koreaceratops                                                      |
|  |                                                                    |
|  | \| \| Leptoceratopsidae \| \| \| \| \| \| Coronosauria \| \| \| \| |
|  |                                                                    |
|  | Leptoceratopsidae                                                  |
|  |                                                                    |
|  | Coronosauria                                                       |
|  |                                                                    |

|  | Leptoceratopsidae |
|  |                   |
|  | Coronosauria      |
|  |                   |

|  | Auroraceratops |
|  |                |
|  | Yamaceratops   |
|  |                |

|  | Helioceratops   |
|  |                 |
|  | Archaeoceratops |
|  |                 |

|  | Koreaceratops                                                      |
|  |                                                                    |
|  | \| \| Leptoceratopsidae \| \| \| \| \| \| Coronosauria \| \| \| \| |
|  |                                                                    |
|  | Leptoceratopsidae                                                  |
|  |                                                                    |
|  | Coronosauria                                                       |
|  |                                                                    |

|  | Leptoceratopsidae |
|  |                   |
|  | Coronosauria      |
|  |                   |

|  | Helioceratops   |
|  |                 |
|  | Archaeoceratops |
|  |                 |

|  | Koreaceratops                                                      |
|  |                                                                    |
|  | \| \| Leptoceratopsidae \| \| \| \| \| \| Coronosauria \| \| \| \| |
|  |                                                                    |
|  | Leptoceratopsidae                                                  |
|  |                                                                    |
|  | Coronosauria                                                       |
|  |                                                                    |

|  | Leptoceratopsidae |
|  |                   |
|  | Coronosauria      |
|  |                   |

|  | Auroraceratops |
|  |                |
|  | Yamaceratops   |
|  |                |

|  | Helioceratops   |
|  |                 |
|  | Archaeoceratops |
|  |                 |

|  | Koreaceratops                                                      |
|  |                                                                    |
|  | \| \| Leptoceratopsidae \| \| \| \| \| \| Coronosauria \| \| \| \| |
|  |                                                                    |
|  | Leptoceratopsidae                                                  |
|  |                                                                    |
|  | Coronosauria                                                       |
|  |                                                                    |

|  | Leptoceratopsidae |
|  |                   |
|  | Coronosauria      |
|  |                   |

|  | Helioceratops   |
|  |                 |
|  | Archaeoceratops |
|  |                 |

|  | Koreaceratops                                                      |
|  |                                                                    |
|  | \| \| Leptoceratopsidae \| \| \| \| \| \| Coronosauria \| \| \| \| |
|  |                                                                    |
|  | Leptoceratopsidae                                                  |
|  |                                                                    |
|  | Coronosauria                                                       |
|  |                                                                    |

|  | Leptoceratopsidae |
|  |                   |
|  | Coronosauria      |
|  |                   |

|  | Auroraceratops |
|  |                |
|  | Yamaceratops   |
|  |                |

|  | Helioceratops   |
|  |                 |
|  | Archaeoceratops |
|  |                 |

|  | Koreaceratops                                                      |
|  |                                                                    |
|  | \| \| Leptoceratopsidae \| \| \| \| \| \| Coronosauria \| \| \| \| |
|  |                                                                    |
|  | Leptoceratopsidae                                                  |
|  |                                                                    |
|  | Coronosauria                                                       |
|  |                                                                    |

|  | Leptoceratopsidae |
|  |                   |
|  | Coronosauria      |
|  |                   |

|  | Helioceratops   |
|  |                 |
|  | Archaeoceratops |
|  |                 |

|  | Koreaceratops                                                      |
|  |                                                                    |
|  | \| \| Leptoceratopsidae \| \| \| \| \| \| Coronosauria \| \| \| \| |
|  |                                                                    |
|  | Leptoceratopsidae                                                  |
|  |                                                                    |
|  | Coronosauria                                                       |
|  |                                                                    |

|  | Leptoceratopsidae |
|  |                   |
|  | Coronosauria      |
|  |                   |

|  | Auroraceratops |
|  |                |
|  | Yamaceratops   |
|  |                |

|  | Helioceratops   |
|  |                 |
|  | Archaeoceratops |
|  |                 |

|  | Koreaceratops                                                      |
|  |                                                                    |
|  | \| \| Leptoceratopsidae \| \| \| \| \| \| Coronosauria \| \| \| \| |
|  |                                                                    |
|  | Leptoceratopsidae                                                  |
|  |                                                                    |
|  | Coronosauria                                                       |
|  |                                                                    |

|  | Leptoceratopsidae |
|  |                   |
|  | Coronosauria      |
|  |                   |

|  | Helioceratops   |
|  |                 |
|  | Archaeoceratops |
|  |                 |

|  | Koreaceratops                                                      |
|  |                                                                    |
|  | \| \| Leptoceratopsidae \| \| \| \| \| \| Coronosauria \| \| \| \| |
|  |                                                                    |
|  | Leptoceratopsidae                                                  |
|  |                                                                    |
|  | Coronosauria                                                       |
|  |                                                                    |

|  | Leptoceratopsidae |
|  |                   |
|  | Coronosauria      |
|  |                   |

|  | Auroraceratops |
|  |                |
|  | Yamaceratops   |
|  |                |

|  | Helioceratops   |
|  |                 |
|  | Archaeoceratops |
|  |                 |

|  | Koreaceratops                                                      |
|  |                                                                    |
|  | \| \| Leptoceratopsidae \| \| \| \| \| \| Coronosauria \| \| \| \| |
|  |                                                                    |
|  | Leptoceratopsidae                                                  |
|  |                                                                    |
|  | Coronosauria                                                       |
|  |                                                                    |

|  | Leptoceratopsidae |
|  |                   |
|  | Coronosauria      |
|  |                   |

|  | Helioceratops   |
|  |                 |
|  | Archaeoceratops |
|  |                 |

|  | Koreaceratops                                                      |
|  |                                                                    |
|  | \| \| Leptoceratopsidae \| \| \| \| \| \| Coronosauria \| \| \| \| |
|  |                                                                    |
|  | Leptoceratopsidae                                                  |
|  |                                                                    |
|  | Coronosauria                                                       |
|  |                                                                    |

|  | Leptoceratopsidae |
|  |                   |
|  | Coronosauria      |
|  |                   |

|  | Xuanhuaceratops |
|  |                 |
|  | Chaoyangsaurus  |
|  |                 |

|  | P. sinensis     |
|  |                 |
|  | P. mongoliensis |
|  |                 |

|  | Auroraceratops |
|  |                |
|  | Yamaceratops   |
|  |                |

|  | Helioceratops   |
|  |                 |
|  | Archaeoceratops |
|  |                 |

|  | Koreaceratops                                                      |
|  |                                                                    |
|  | \| \| Leptoceratopsidae \| \| \| \| \| \| Coronosauria \| \| \| \| |
|  |                                                                    |
|  | Leptoceratopsidae                                                  |
|  |                                                                    |
|  | Coronosauria                                                       |
|  |                                                                    |

|  | Leptoceratopsidae |
|  |                   |
|  | Coronosauria      |
|  |                   |

|  | Helioceratops   |
|  |                 |
|  | Archaeoceratops |
|  |                 |

|  | Koreaceratops                                                      |
|  |                                                                    |
|  | \| \| Leptoceratopsidae \| \| \| \| \| \| Coronosauria \| \| \| \| |
|  |                                                                    |
|  | Leptoceratopsidae                                                  |
|  |                                                                    |
|  | Coronosauria                                                       |
|  |                                                                    |

|  | Leptoceratopsidae |
|  |                   |
|  | Coronosauria      |
|  |                   |

|  | Auroraceratops |
|  |                |
|  | Yamaceratops   |
|  |                |

|  | Helioceratops   |
|  |                 |
|  | Archaeoceratops |
|  |                 |

|  | Koreaceratops                                                      |
|  |                                                                    |
|  | \| \| Leptoceratopsidae \| \| \| \| \| \| Coronosauria \| \| \| \| |
|  |                                                                    |
|  | Leptoceratopsidae                                                  |
|  |                                                                    |
|  | Coronosauria                                                       |
|  |                                                                    |

|  | Leptoceratopsidae |
|  |                   |
|  | Coronosauria      |
|  |                   |

|  | Helioceratops   |
|  |                 |
|  | Archaeoceratops |
|  |                 |

|  | Koreaceratops                                                      |
|  |                                                                    |
|  | \| \| Leptoceratopsidae \| \| \| \| \| \| Coronosauria \| \| \| \| |
|  |                                                                    |
|  | Leptoceratopsidae                                                  |
|  |                                                                    |
|  | Coronosauria                                                       |
|  |                                                                    |

|  | Leptoceratopsidae |
|  |                   |
|  | Coronosauria      |
|  |                   |

|  | Auroraceratops |
|  |                |
|  | Yamaceratops   |
|  |                |

|  | Helioceratops   |
|  |                 |
|  | Archaeoceratops |
|  |                 |

|  | Koreaceratops                                                      |
|  |                                                                    |
|  | \| \| Leptoceratopsidae \| \| \| \| \| \| Coronosauria \| \| \| \| |
|  |                                                                    |
|  | Leptoceratopsidae                                                  |
|  |                                                                    |
|  | Coronosauria                                                       |
|  |                                                                    |

|  | Leptoceratopsidae |
|  |                   |
|  | Coronosauria      |
|  |                   |

|  | Helioceratops   |
|  |                 |
|  | Archaeoceratops |
|  |                 |

|  | Koreaceratops                                                      |
|  |                                                                    |
|  | \| \| Leptoceratopsidae \| \| \| \| \| \| Coronosauria \| \| \| \| |
|  |                                                                    |
|  | Leptoceratopsidae                                                  |
|  |                                                                    |
|  | Coronosauria                                                       |
|  |                                                                    |

|  | Leptoceratopsidae |
|  |                   |
|  | Coronosauria      |
|  |                   |

|  | Auroraceratops |
|  |                |
|  | Yamaceratops   |
|  |                |

|  | Helioceratops   |
|  |                 |
|  | Archaeoceratops |
|  |                 |

|  | Koreaceratops                                                      |
|  |                                                                    |
|  | \| \| Leptoceratopsidae \| \| \| \| \| \| Coronosauria \| \| \| \| |
|  |                                                                    |
|  | Leptoceratopsidae                                                  |
|  |                                                                    |
|  | Coronosauria                                                       |
|  |                                                                    |

|  | Leptoceratopsidae |
|  |                   |
|  | Coronosauria      |
|  |                   |

|  | Helioceratops   |
|  |                 |
|  | Archaeoceratops |
|  |                 |

|  | Koreaceratops                                                      |
|  |                                                                    |
|  | \| \| Leptoceratopsidae \| \| \| \| \| \| Coronosauria \| \| \| \| |
|  |                                                                    |
|  | Leptoceratopsidae                                                  |
|  |                                                                    |
|  | Coronosauria                                                       |
|  |                                                                    |

|  | Leptoceratopsidae |
|  |                   |
|  | Coronosauria      |
|  |                   |

|  | Auroraceratops |
|  |                |
|  | Yamaceratops   |
|  |                |

|  | Helioceratops   |
|  |                 |
|  | Archaeoceratops |
|  |                 |

|  | Koreaceratops                                                      |
|  |                                                                    |
|  | \| \| Leptoceratopsidae \| \| \| \| \| \| Coronosauria \| \| \| \| |
|  |                                                                    |
|  | Leptoceratopsidae                                                  |
|  |                                                                    |
|  | Coronosauria                                                       |
|  |                                                                    |

|  | Leptoceratopsidae |
|  |                   |
|  | Coronosauria      |
|  |                   |

|  | Helioceratops   |
|  |                 |
|  | Archaeoceratops |
|  |                 |

|  | Koreaceratops                                                      |
|  |                                                                    |
|  | \| \| Leptoceratopsidae \| \| \| \| \| \| Coronosauria \| \| \| \| |
|  |                                                                    |
|  | Leptoceratopsidae                                                  |
|  |                                                                    |
|  | Coronosauria                                                       |
|  |                                                                    |

|  | Leptoceratopsidae |
|  |                   |
|  | Coronosauria      |
|  |                   |

|  | Auroraceratops |
|  |                |
|  | Yamaceratops   |
|  |                |

|  | Helioceratops   |
|  |                 |
|  | Archaeoceratops |
|  |                 |

|  | Koreaceratops                                                      |
|  |                                                                    |
|  | \| \| Leptoceratopsidae \| \| \| \| \| \| Coronosauria \| \| \| \| |
|  |                                                                    |
|  | Leptoceratopsidae                                                  |
|  |                                                                    |
|  | Coronosauria                                                       |
|  |                                                                    |

|  | Leptoceratopsidae |
|  |                   |
|  | Coronosauria      |
|  |                   |

|  | Helioceratops   |
|  |                 |
|  | Archaeoceratops |
|  |                 |

|  | Koreaceratops                                                      |
|  |                                                                    |
|  | \| \| Leptoceratopsidae \| \| \| \| \| \| Coronosauria \| \| \| \| |
|  |                                                                    |
|  | Leptoceratopsidae                                                  |
|  |                                                                    |
|  | Coronosauria                                                       |
|  |                                                                    |

|  | Leptoceratopsidae |
|  |                   |
|  | Coronosauria      |
|  |                   |

|  | Auroraceratops |
|  |                |
|  | Yamaceratops   |
|  |                |

|  | Helioceratops   |
|  |                 |
|  | Archaeoceratops |
|  |                 |

|  | Koreaceratops                                                      |
|  |                                                                    |
|  | \| \| Leptoceratopsidae \| \| \| \| \| \| Coronosauria \| \| \| \| |
|  |                                                                    |
|  | Leptoceratopsidae                                                  |
|  |                                                                    |
|  | Coronosauria                                                       |
|  |                                                                    |

|  | Leptoceratopsidae |
|  |                   |
|  | Coronosauria      |
|  |                   |

|  | Helioceratops   |
|  |                 |
|  | Archaeoceratops |
|  |                 |

|  | Koreaceratops                                                      |
|  |                                                                    |
|  | \| \| Leptoceratopsidae \| \| \| \| \| \| Coronosauria \| \| \| \| |
|  |                                                                    |
|  | Leptoceratopsidae                                                  |
|  |                                                                    |
|  | Coronosauria                                                       |
|  |                                                                    |

|  | Leptoceratopsidae |
|  |                   |
|  | Coronosauria      |
|  |                   |

|  | Auroraceratops |
|  |                |
|  | Yamaceratops   |
|  |                |

|  | Helioceratops   |
|  |                 |
|  | Archaeoceratops |
|  |                 |

|  | Koreaceratops                                                      |
|  |                                                                    |
|  | \| \| Leptoceratopsidae \| \| \| \| \| \| Coronosauria \| \| \| \| |
|  |                                                                    |
|  | Leptoceratopsidae                                                  |
|  |                                                                    |
|  | Coronosauria                                                       |
|  |                                                                    |

|  | Leptoceratopsidae |
|  |                   |
|  | Coronosauria      |
|  |                   |

|  | Helioceratops   |
|  |                 |
|  | Archaeoceratops |
|  |                 |

|  | Koreaceratops                                                      |
|  |                                                                    |
|  | \| \| Leptoceratopsidae \| \| \| \| \| \| Coronosauria \| \| \| \| |
|  |                                                                    |
|  | Leptoceratopsidae                                                  |
|  |                                                                    |
|  | Coronosauria                                                       |
|  |                                                                    |

|  | Leptoceratopsidae |
|  |                   |
|  | Coronosauria      |
|  |                   |

|  | P. sinensis     |
|  |                 |
|  | P. mongoliensis |
|  |                 |

|  | Auroraceratops |
|  |                |
|  | Yamaceratops   |
|  |                |

|  | Helioceratops   |
|  |                 |
|  | Archaeoceratops |
|  |                 |

|  | Koreaceratops                                                      |
|  |                                                                    |
|  | \| \| Leptoceratopsidae \| \| \| \| \| \| Coronosauria \| \| \| \| |
|  |                                                                    |
|  | Leptoceratopsidae                                                  |
|  |                                                                    |
|  | Coronosauria                                                       |
|  |                                                                    |

|  | Leptoceratopsidae |
|  |                   |
|  | Coronosauria      |
|  |                   |

|  | Helioceratops   |
|  |                 |
|  | Archaeoceratops |
|  |                 |

|  | Koreaceratops                                                      |
|  |                                                                    |
|  | \| \| Leptoceratopsidae \| \| \| \| \| \| Coronosauria \| \| \| \| |
|  |                                                                    |
|  | Leptoceratopsidae                                                  |
|  |                                                                    |
|  | Coronosauria                                                       |
|  |                                                                    |

|  | Leptoceratopsidae |
|  |                   |
|  | Coronosauria      |
|  |                   |

|  | Auroraceratops |
|  |                |
|  | Yamaceratops   |
|  |                |

|  | Helioceratops   |
|  |                 |
|  | Archaeoceratops |
|  |                 |

|  | Koreaceratops                                                      |
|  |                                                                    |
|  | \| \| Leptoceratopsidae \| \| \| \| \| \| Coronosauria \| \| \| \| |
|  |                                                                    |
|  | Leptoceratopsidae                                                  |
|  |                                                                    |
|  | Coronosauria                                                       |
|  |                                                                    |

|  | Leptoceratopsidae |
|  |                   |
|  | Coronosauria      |
|  |                   |

|  | Helioceratops   |
|  |                 |
|  | Archaeoceratops |
|  |                 |

|  | Koreaceratops                                                      |
|  |                                                                    |
|  | \| \| Leptoceratopsidae \| \| \| \| \| \| Coronosauria \| \| \| \| |
|  |                                                                    |
|  | Leptoceratopsidae                                                  |
|  |                                                                    |
|  | Coronosauria                                                       |
|  |                                                                    |

|  | Leptoceratopsidae |
|  |                   |
|  | Coronosauria      |
|  |                   |

|  | Auroraceratops |
|  |                |
|  | Yamaceratops   |
|  |                |

|  | Helioceratops   |
|  |                 |
|  | Archaeoceratops |
|  |                 |

|  | Koreaceratops                                                      |
|  |                                                                    |
|  | \| \| Leptoceratopsidae \| \| \| \| \| \| Coronosauria \| \| \| \| |
|  |                                                                    |
|  | Leptoceratopsidae                                                  |
|  |                                                                    |
|  | Coronosauria                                                       |
|  |                                                                    |

|  | Leptoceratopsidae |
|  |                   |
|  | Coronosauria      |
|  |                   |

|  | Helioceratops   |
|  |                 |
|  | Archaeoceratops |
|  |                 |

|  | Koreaceratops                                                      |
|  |                                                                    |
|  | \| \| Leptoceratopsidae \| \| \| \| \| \| Coronosauria \| \| \| \| |
|  |                                                                    |
|  | Leptoceratopsidae                                                  |
|  |                                                                    |
|  | Coronosauria                                                       |
|  |                                                                    |

|  | Leptoceratopsidae |
|  |                   |
|  | Coronosauria      |
|  |                   |

|  | Auroraceratops |
|  |                |
|  | Yamaceratops   |
|  |                |

|  | Helioceratops   |
|  |                 |
|  | Archaeoceratops |
|  |                 |

|  | Koreaceratops                                                      |
|  |                                                                    |
|  | \| \| Leptoceratopsidae \| \| \| \| \| \| Coronosauria \| \| \| \| |
|  |                                                                    |
|  | Leptoceratopsidae                                                  |
|  |                                                                    |
|  | Coronosauria                                                       |
|  |                                                                    |

|  | Leptoceratopsidae |
|  |                   |
|  | Coronosauria      |
|  |                   |

|  | Helioceratops   |
|  |                 |
|  | Archaeoceratops |
|  |                 |

|  | Koreaceratops                                                      |
|  |                                                                    |
|  | \| \| Leptoceratopsidae \| \| \| \| \| \| Coronosauria \| \| \| \| |
|  |                                                                    |
|  | Leptoceratopsidae                                                  |
|  |                                                                    |
|  | Coronosauria                                                       |
|  |                                                                    |

|  | Leptoceratopsidae |
|  |                   |
|  | Coronosauria      |
|  |                   |

|  | Auroraceratops |
|  |                |
|  | Yamaceratops   |
|  |                |

|  | Helioceratops   |
|  |                 |
|  | Archaeoceratops |
|  |                 |

|  | Koreaceratops                                                      |
|  |                                                                    |
|  | \| \| Leptoceratopsidae \| \| \| \| \| \| Coronosauria \| \| \| \| |
|  |                                                                    |
|  | Leptoceratopsidae                                                  |
|  |                                                                    |
|  | Coronosauria                                                       |
|  |                                                                    |

|  | Leptoceratopsidae |
|  |                   |
|  | Coronosauria      |
|  |                   |

|  | Helioceratops   |
|  |                 |
|  | Archaeoceratops |
|  |                 |

|  | Koreaceratops                                                      |
|  |                                                                    |
|  | \| \| Leptoceratopsidae \| \| \| \| \| \| Coronosauria \| \| \| \| |
|  |                                                                    |
|  | Leptoceratopsidae                                                  |
|  |                                                                    |
|  | Coronosauria                                                       |
|  |                                                                    |

|  | Leptoceratopsidae |
|  |                   |
|  | Coronosauria      |
|  |                   |

|  | Auroraceratops |
|  |                |
|  | Yamaceratops   |
|  |                |

|  | Helioceratops   |
|  |                 |
|  | Archaeoceratops |
|  |                 |

|  | Koreaceratops                                                      |
|  |                                                                    |
|  | \| \| Leptoceratopsidae \| \| \| \| \| \| Coronosauria \| \| \| \| |
|  |                                                                    |
|  | Leptoceratopsidae                                                  |
|  |                                                                    |
|  | Coronosauria                                                       |
|  |                                                                    |

|  | Leptoceratopsidae |
|  |                   |
|  | Coronosauria      |
|  |                   |

|  | Helioceratops   |
|  |                 |
|  | Archaeoceratops |
|  |                 |

|  | Koreaceratops                                                      |
|  |                                                                    |
|  | \| \| Leptoceratopsidae \| \| \| \| \| \| Coronosauria \| \| \| \| |
|  |                                                                    |
|  | Leptoceratopsidae                                                  |
|  |                                                                    |
|  | Coronosauria                                                       |
|  |                                                                    |

|  | Leptoceratopsidae |
|  |                   |
|  | Coronosauria      |
|  |                   |

|  | Auroraceratops |
|  |                |
|  | Yamaceratops   |
|  |                |

|  | Helioceratops   |
|  |                 |
|  | Archaeoceratops |
|  |                 |

|  | Koreaceratops                                                      |
|  |                                                                    |
|  | \| \| Leptoceratopsidae \| \| \| \| \| \| Coronosauria \| \| \| \| |
|  |                                                                    |
|  | Leptoceratopsidae                                                  |
|  |                                                                    |
|  | Coronosauria                                                       |
|  |                                                                    |

|  | Leptoceratopsidae |
|  |                   |
|  | Coronosauria      |
|  |                   |

|  | Helioceratops   |
|  |                 |
|  | Archaeoceratops |
|  |                 |

|  | Koreaceratops                                                      |
|  |                                                                    |
|  | \| \| Leptoceratopsidae \| \| \| \| \| \| Coronosauria \| \| \| \| |
|  |                                                                    |
|  | Leptoceratopsidae                                                  |
|  |                                                                    |
|  | Coronosauria                                                       |
|  |                                                                    |

|  | Leptoceratopsidae |
|  |                   |
|  | Coronosauria      |
|  |                   |

|  | Auroraceratops |
|  |                |
|  | Yamaceratops   |
|  |                |

|  | Helioceratops   |
|  |                 |
|  | Archaeoceratops |
|  |                 |

|  | Koreaceratops                                                      |
|  |                                                                    |
|  | \| \| Leptoceratopsidae \| \| \| \| \| \| Coronosauria \| \| \| \| |
|  |                                                                    |
|  | Leptoceratopsidae                                                  |
|  |                                                                    |
|  | Coronosauria                                                       |
|  |                                                                    |

|  | Leptoceratopsidae |
|  |                   |
|  | Coronosauria      |
|  |                   |

|  | Helioceratops   |
|  |                 |
|  | Archaeoceratops |
|  |                 |

|  | Koreaceratops                                                      |
|  |                                                                    |
|  | \| \| Leptoceratopsidae \| \| \| \| \| \| Coronosauria \| \| \| \| |
|  |                                                                    |
|  | Leptoceratopsidae                                                  |
|  |                                                                    |
|  | Coronosauria                                                       |
|  |                                                                    |

|  | Leptoceratopsidae |
|  |                   |
|  | Coronosauria      |
|  |                   |

|  | Xuanhuaceratops |
|  |                 |
|  | Chaoyangsaurus  |
|  |                 |

|  | P. sinensis     |
|  |                 |
|  | P. mongoliensis |
|  |                 |

|  | Auroraceratops |
|  |                |
|  | Yamaceratops   |
|  |                |

|  | Helioceratops   |
|  |                 |
|  | Archaeoceratops |
|  |                 |

|  | Koreaceratops                                                      |
|  |                                                                    |
|  | \| \| Leptoceratopsidae \| \| \| \| \| \| Coronosauria \| \| \| \| |
|  |                                                                    |
|  | Leptoceratopsidae                                                  |
|  |                                                                    |
|  | Coronosauria                                                       |
|  |                                                                    |

|  | Leptoceratopsidae |
|  |                   |
|  | Coronosauria      |
|  |                   |

|  | Helioceratops   |
|  |                 |
|  | Archaeoceratops |
|  |                 |

|  | Koreaceratops                                                      |
|  |                                                                    |
|  | \| \| Leptoceratopsidae \| \| \| \| \| \| Coronosauria \| \| \| \| |
|  |                                                                    |
|  | Leptoceratopsidae                                                  |
|  |                                                                    |
|  | Coronosauria                                                       |
|  |                                                                    |

|  | Leptoceratopsidae |
|  |                   |
|  | Coronosauria      |
|  |                   |

|  | Auroraceratops |
|  |                |
|  | Yamaceratops   |
|  |                |

|  | Helioceratops   |
|  |                 |
|  | Archaeoceratops |
|  |                 |

|  | Koreaceratops                                                      |
|  |                                                                    |
|  | \| \| Leptoceratopsidae \| \| \| \| \| \| Coronosauria \| \| \| \| |
|  |                                                                    |
|  | Leptoceratopsidae                                                  |
|  |                                                                    |
|  | Coronosauria                                                       |
|  |                                                                    |

|  | Leptoceratopsidae |
|  |                   |
|  | Coronosauria      |
|  |                   |

|  | Helioceratops   |
|  |                 |
|  | Archaeoceratops |
|  |                 |

|  | Koreaceratops                                                      |
|  |                                                                    |
|  | \| \| Leptoceratopsidae \| \| \| \| \| \| Coronosauria \| \| \| \| |
|  |                                                                    |
|  | Leptoceratopsidae                                                  |
|  |                                                                    |
|  | Coronosauria                                                       |
|  |                                                                    |

|  | Leptoceratopsidae |
|  |                   |
|  | Coronosauria      |
|  |                   |

|  | Auroraceratops |
|  |                |
|  | Yamaceratops   |
|  |                |

|  | Helioceratops   |
|  |                 |
|  | Archaeoceratops |
|  |                 |

|  | Koreaceratops                                                      |
|  |                                                                    |
|  | \| \| Leptoceratopsidae \| \| \| \| \| \| Coronosauria \| \| \| \| |
|  |                                                                    |
|  | Leptoceratopsidae                                                  |
|  |                                                                    |
|  | Coronosauria                                                       |
|  |                                                                    |

|  | Leptoceratopsidae |
|  |                   |
|  | Coronosauria      |
|  |                   |

|  | Helioceratops   |
|  |                 |
|  | Archaeoceratops |
|  |                 |

|  | Koreaceratops                                                      |
|  |                                                                    |
|  | \| \| Leptoceratopsidae \| \| \| \| \| \| Coronosauria \| \| \| \| |
|  |                                                                    |
|  | Leptoceratopsidae                                                  |
|  |                                                                    |
|  | Coronosauria                                                       |
|  |                                                                    |

|  | Leptoceratopsidae |
|  |                   |
|  | Coronosauria      |
|  |                   |

|  | Auroraceratops |
|  |                |
|  | Yamaceratops   |
|  |                |

|  | Helioceratops   |
|  |                 |
|  | Archaeoceratops |
|  |                 |

|  | Koreaceratops                                                      |
|  |                                                                    |
|  | \| \| Leptoceratopsidae \| \| \| \| \| \| Coronosauria \| \| \| \| |
|  |                                                                    |
|  | Leptoceratopsidae                                                  |
|  |                                                                    |
|  | Coronosauria                                                       |
|  |                                                                    |

|  | Leptoceratopsidae |
|  |                   |
|  | Coronosauria      |
|  |                   |

|  | Helioceratops   |
|  |                 |
|  | Archaeoceratops |
|  |                 |

|  | Koreaceratops                                                      |
|  |                                                                    |
|  | \| \| Leptoceratopsidae \| \| \| \| \| \| Coronosauria \| \| \| \| |
|  |                                                                    |
|  | Leptoceratopsidae                                                  |
|  |                                                                    |
|  | Coronosauria                                                       |
|  |                                                                    |

|  | Leptoceratopsidae |
|  |                   |
|  | Coronosauria      |
|  |                   |

|  | Auroraceratops |
|  |                |
|  | Yamaceratops   |
|  |                |

|  | Helioceratops   |
|  |                 |
|  | Archaeoceratops |
|  |                 |

|  | Koreaceratops                                                      |
|  |                                                                    |
|  | \| \| Leptoceratopsidae \| \| \| \| \| \| Coronosauria \| \| \| \| |
|  |                                                                    |
|  | Leptoceratopsidae                                                  |
|  |                                                                    |
|  | Coronosauria                                                       |
|  |                                                                    |

|  | Leptoceratopsidae |
|  |                   |
|  | Coronosauria      |
|  |                   |

|  | Helioceratops   |
|  |                 |
|  | Archaeoceratops |
|  |                 |

|  | Koreaceratops                                                      |
|  |                                                                    |
|  | \| \| Leptoceratopsidae \| \| \| \| \| \| Coronosauria \| \| \| \| |
|  |                                                                    |
|  | Leptoceratopsidae                                                  |
|  |                                                                    |
|  | Coronosauria                                                       |
|  |                                                                    |

|  | Leptoceratopsidae |
|  |                   |
|  | Coronosauria      |
|  |                   |

|  | Auroraceratops |
|  |                |
|  | Yamaceratops   |
|  |                |

|  | Helioceratops   |
|  |                 |
|  | Archaeoceratops |
|  |                 |

|  | Koreaceratops                                                      |
|  |                                                                    |
|  | \| \| Leptoceratopsidae \| \| \| \| \| \| Coronosauria \| \| \| \| |
|  |                                                                    |
|  | Leptoceratopsidae                                                  |
|  |                                                                    |
|  | Coronosauria                                                       |
|  |                                                                    |

|  | Leptoceratopsidae |
|  |                   |
|  | Coronosauria      |
|  |                   |

|  | Helioceratops   |
|  |                 |
|  | Archaeoceratops |
|  |                 |

|  | Koreaceratops                                                      |
|  |                                                                    |
|  | \| \| Leptoceratopsidae \| \| \| \| \| \| Coronosauria \| \| \| \| |
|  |                                                                    |
|  | Leptoceratopsidae                                                  |
|  |                                                                    |
|  | Coronosauria                                                       |
|  |                                                                    |

|  | Leptoceratopsidae |
|  |                   |
|  | Coronosauria      |
|  |                   |

|  | Auroraceratops |
|  |                |
|  | Yamaceratops   |
|  |                |

|  | Helioceratops   |
|  |                 |
|  | Archaeoceratops |
|  |                 |

|  | Koreaceratops                                                      |
|  |                                                                    |
|  | \| \| Leptoceratopsidae \| \| \| \| \| \| Coronosauria \| \| \| \| |
|  |                                                                    |
|  | Leptoceratopsidae                                                  |
|  |                                                                    |
|  | Coronosauria                                                       |
|  |                                                                    |

|  | Leptoceratopsidae |
|  |                   |
|  | Coronosauria      |
|  |                   |

|  | Helioceratops   |
|  |                 |
|  | Archaeoceratops |
|  |                 |

|  | Koreaceratops                                                      |
|  |                                                                    |
|  | \| \| Leptoceratopsidae \| \| \| \| \| \| Coronosauria \| \| \| \| |
|  |                                                                    |
|  | Leptoceratopsidae                                                  |
|  |                                                                    |
|  | Coronosauria                                                       |
|  |                                                                    |

|  | Leptoceratopsidae |
|  |                   |
|  | Coronosauria      |
|  |                   |

|  | Auroraceratops |
|  |                |
|  | Yamaceratops   |
|  |                |

|  | Helioceratops   |
|  |                 |
|  | Archaeoceratops |
|  |                 |

|  | Koreaceratops                                                      |
|  |                                                                    |
|  | \| \| Leptoceratopsidae \| \| \| \| \| \| Coronosauria \| \| \| \| |
|  |                                                                    |
|  | Leptoceratopsidae                                                  |
|  |                                                                    |
|  | Coronosauria                                                       |
|  |                                                                    |

|  | Leptoceratopsidae |
|  |                   |
|  | Coronosauria      |
|  |                   |

|  | Helioceratops   |
|  |                 |
|  | Archaeoceratops |
|  |                 |

|  | Koreaceratops                                                      |
|  |                                                                    |
|  | \| \| Leptoceratopsidae \| \| \| \| \| \| Coronosauria \| \| \| \| |
|  |                                                                    |
|  | Leptoceratopsidae                                                  |
|  |                                                                    |
|  | Coronosauria                                                       |
|  |                                                                    |

|  | Leptoceratopsidae |
|  |                   |
|  | Coronosauria      |
|  |                   |

|  | P. sinensis     |
|  |                 |
|  | P. mongoliensis |
|  |                 |

|  | Auroraceratops |
|  |                |
|  | Yamaceratops   |
|  |                |

|  | Helioceratops   |
|  |                 |
|  | Archaeoceratops |
|  |                 |

|  | Koreaceratops                                                      |
|  |                                                                    |
|  | \| \| Leptoceratopsidae \| \| \| \| \| \| Coronosauria \| \| \| \| |
|  |                                                                    |
|  | Leptoceratopsidae                                                  |
|  |                                                                    |
|  | Coronosauria                                                       |
|  |                                                                    |

|  | Leptoceratopsidae |
|  |                   |
|  | Coronosauria      |
|  |                   |

|  | Helioceratops   |
|  |                 |
|  | Archaeoceratops |
|  |                 |

|  | Koreaceratops                                                      |
|  |                                                                    |
|  | \| \| Leptoceratopsidae \| \| \| \| \| \| Coronosauria \| \| \| \| |
|  |                                                                    |
|  | Leptoceratopsidae                                                  |
|  |                                                                    |
|  | Coronosauria                                                       |
|  |                                                                    |

|  | Leptoceratopsidae |
|  |                   |
|  | Coronosauria      |
|  |                   |

|  | Auroraceratops |
|  |                |
|  | Yamaceratops   |
|  |                |

|  | Helioceratops   |
|  |                 |
|  | Archaeoceratops |
|  |                 |

|  | Koreaceratops                                                      |
|  |                                                                    |
|  | \| \| Leptoceratopsidae \| \| \| \| \| \| Coronosauria \| \| \| \| |
|  |                                                                    |
|  | Leptoceratopsidae                                                  |
|  |                                                                    |
|  | Coronosauria                                                       |
|  |                                                                    |

|  | Leptoceratopsidae |
|  |                   |
|  | Coronosauria      |
|  |                   |

|  | Helioceratops   |
|  |                 |
|  | Archaeoceratops |
|  |                 |

|  | Koreaceratops                                                      |
|  |                                                                    |
|  | \| \| Leptoceratopsidae \| \| \| \| \| \| Coronosauria \| \| \| \| |
|  |                                                                    |
|  | Leptoceratopsidae                                                  |
|  |                                                                    |
|  | Coronosauria                                                       |
|  |                                                                    |

|  | Leptoceratopsidae |
|  |                   |
|  | Coronosauria      |
|  |                   |

|  | Auroraceratops |
|  |                |
|  | Yamaceratops   |
|  |                |

|  | Helioceratops   |
|  |                 |
|  | Archaeoceratops |
|  |                 |

|  | Koreaceratops                                                      |
|  |                                                                    |
|  | \| \| Leptoceratopsidae \| \| \| \| \| \| Coronosauria \| \| \| \| |
|  |                                                                    |
|  | Leptoceratopsidae                                                  |
|  |                                                                    |
|  | Coronosauria                                                       |
|  |                                                                    |

|  | Leptoceratopsidae |
|  |                   |
|  | Coronosauria      |
|  |                   |

|  | Helioceratops   |
|  |                 |
|  | Archaeoceratops |
|  |                 |

|  | Koreaceratops                                                      |
|  |                                                                    |
|  | \| \| Leptoceratopsidae \| \| \| \| \| \| Coronosauria \| \| \| \| |
|  |                                                                    |
|  | Leptoceratopsidae                                                  |
|  |                                                                    |
|  | Coronosauria                                                       |
|  |                                                                    |

|  | Leptoceratopsidae |
|  |                   |
|  | Coronosauria      |
|  |                   |

|  | Auroraceratops |
|  |                |
|  | Yamaceratops   |
|  |                |

|  | Helioceratops   |
|  |                 |
|  | Archaeoceratops |
|  |                 |

|  | Koreaceratops                                                      |
|  |                                                                    |
|  | \| \| Leptoceratopsidae \| \| \| \| \| \| Coronosauria \| \| \| \| |
|  |                                                                    |
|  | Leptoceratopsidae                                                  |
|  |                                                                    |
|  | Coronosauria                                                       |
|  |                                                                    |

|  | Leptoceratopsidae |
|  |                   |
|  | Coronosauria      |
|  |                   |

|  | Helioceratops   |
|  |                 |
|  | Archaeoceratops |
|  |                 |

|  | Koreaceratops                                                      |
|  |                                                                    |
|  | \| \| Leptoceratopsidae \| \| \| \| \| \| Coronosauria \| \| \| \| |
|  |                                                                    |
|  | Leptoceratopsidae                                                  |
|  |                                                                    |
|  | Coronosauria                                                       |
|  |                                                                    |

|  | Leptoceratopsidae |
|  |                   |
|  | Coronosauria      |
|  |                   |

|  | Auroraceratops |
|  |                |
|  | Yamaceratops   |
|  |                |

|  | Helioceratops   |
|  |                 |
|  | Archaeoceratops |
|  |                 |

|  | Koreaceratops                                                      |
|  |                                                                    |
|  | \| \| Leptoceratopsidae \| \| \| \| \| \| Coronosauria \| \| \| \| |
|  |                                                                    |
|  | Leptoceratopsidae                                                  |
|  |                                                                    |
|  | Coronosauria                                                       |
|  |                                                                    |

|  | Leptoceratopsidae |
|  |                   |
|  | Coronosauria      |
|  |                   |

|  | Helioceratops   |
|  |                 |
|  | Archaeoceratops |
|  |                 |

|  | Koreaceratops                                                      |
|  |                                                                    |
|  | \| \| Leptoceratopsidae \| \| \| \| \| \| Coronosauria \| \| \| \| |
|  |                                                                    |
|  | Leptoceratopsidae                                                  |
|  |                                                                    |
|  | Coronosauria                                                       |
|  |                                                                    |

|  | Leptoceratopsidae |
|  |                   |
|  | Coronosauria      |
|  |                   |

|  | Auroraceratops |
|  |                |
|  | Yamaceratops   |
|  |                |

|  | Helioceratops   |
|  |                 |
|  | Archaeoceratops |
|  |                 |

|  | Koreaceratops                                                      |
|  |                                                                    |
|  | \| \| Leptoceratopsidae \| \| \| \| \| \| Coronosauria \| \| \| \| |
|  |                                                                    |
|  | Leptoceratopsidae                                                  |
|  |                                                                    |
|  | Coronosauria                                                       |
|  |                                                                    |

|  | Leptoceratopsidae |
|  |                   |
|  | Coronosauria      |
|  |                   |

|  | Helioceratops   |
|  |                 |
|  | Archaeoceratops |
|  |                 |

|  | Koreaceratops                                                      |
|  |                                                                    |
|  | \| \| Leptoceratopsidae \| \| \| \| \| \| Coronosauria \| \| \| \| |
|  |                                                                    |
|  | Leptoceratopsidae                                                  |
|  |                                                                    |
|  | Coronosauria                                                       |
|  |                                                                    |

|  | Leptoceratopsidae |
|  |                   |
|  | Coronosauria      |
|  |                   |

|  | Auroraceratops |
|  |                |
|  | Yamaceratops   |
|  |                |

|  | Helioceratops   |
|  |                 |
|  | Archaeoceratops |
|  |                 |

|  | Koreaceratops                                                      |
|  |                                                                    |
|  | \| \| Leptoceratopsidae \| \| \| \| \| \| Coronosauria \| \| \| \| |
|  |                                                                    |
|  | Leptoceratopsidae                                                  |
|  |                                                                    |
|  | Coronosauria                                                       |
|  |                                                                    |

|  | Leptoceratopsidae |
|  |                   |
|  | Coronosauria      |
|  |                   |

|  | Helioceratops   |
|  |                 |
|  | Archaeoceratops |
|  |                 |

|  | Koreaceratops                                                      |
|  |                                                                    |
|  | \| \| Leptoceratopsidae \| \| \| \| \| \| Coronosauria \| \| \| \| |
|  |                                                                    |
|  | Leptoceratopsidae                                                  |
|  |                                                                    |
|  | Coronosauria                                                       |
|  |                                                                    |

|  | Leptoceratopsidae |
|  |                   |
|  | Coronosauria      |
|  |                   |

|  | Auroraceratops |
|  |                |
|  | Yamaceratops   |
|  |                |

|  | Helioceratops   |
|  |                 |
|  | Archaeoceratops |
|  |                 |

|  | Koreaceratops                                                      |
|  |                                                                    |
|  | \| \| Leptoceratopsidae \| \| \| \| \| \| Coronosauria \| \| \| \| |
|  |                                                                    |
|  | Leptoceratopsidae                                                  |
|  |                                                                    |
|  | Coronosauria                                                       |
|  |                                                                    |

|  | Leptoceratopsidae |
|  |                   |
|  | Coronosauria      |
|  |                   |

|  | Helioceratops   |
|  |                 |
|  | Archaeoceratops |
|  |                 |

|  | Koreaceratops                                                      |
|  |                                                                    |
|  | \| \| Leptoceratopsidae \| \| \| \| \| \| Coronosauria \| \| \| \| |
|  |                                                                    |
|  | Leptoceratopsidae                                                  |
|  |                                                                    |
|  | Coronosauria                                                       |
|  |                                                                    |

|  | Leptoceratopsidae |
|  |                   |
|  | Coronosauria      |
|  |                   |

|  | Xuanhuaceratops |
|  |                 |
|  | Chaoyangsaurus  |
|  |                 |

|  | P. sinensis     |
|  |                 |
|  | P. mongoliensis |
|  |                 |

|  | Auroraceratops |
|  |                |
|  | Yamaceratops   |
|  |                |

|  | Helioceratops   |
|  |                 |
|  | Archaeoceratops |
|  |                 |

|  | Koreaceratops                                                      |
|  |                                                                    |
|  | \| \| Leptoceratopsidae \| \| \| \| \| \| Coronosauria \| \| \| \| |
|  |                                                                    |
|  | Leptoceratopsidae                                                  |
|  |                                                                    |
|  | Coronosauria                                                       |
|  |                                                                    |

|  | Leptoceratopsidae |
|  |                   |
|  | Coronosauria      |
|  |                   |

|  | Helioceratops   |
|  |                 |
|  | Archaeoceratops |
|  |                 |

|  | Koreaceratops                                                      |
|  |                                                                    |
|  | \| \| Leptoceratopsidae \| \| \| \| \| \| Coronosauria \| \| \| \| |
|  |                                                                    |
|  | Leptoceratopsidae                                                  |
|  |                                                                    |
|  | Coronosauria                                                       |
|  |                                                                    |

|  | Leptoceratopsidae |
|  |                   |
|  | Coronosauria      |
|  |                   |

|  | Auroraceratops |
|  |                |
|  | Yamaceratops   |
|  |                |

|  | Helioceratops   |
|  |                 |
|  | Archaeoceratops |
|  |                 |

|  | Koreaceratops                                                      |
|  |                                                                    |
|  | \| \| Leptoceratopsidae \| \| \| \| \| \| Coronosauria \| \| \| \| |
|  |                                                                    |
|  | Leptoceratopsidae                                                  |
|  |                                                                    |
|  | Coronosauria                                                       |
|  |                                                                    |

|  | Leptoceratopsidae |
|  |                   |
|  | Coronosauria      |
|  |                   |

|  | Helioceratops   |
|  |                 |
|  | Archaeoceratops |
|  |                 |

|  | Koreaceratops                                                      |
|  |                                                                    |
|  | \| \| Leptoceratopsidae \| \| \| \| \| \| Coronosauria \| \| \| \| |
|  |                                                                    |
|  | Leptoceratopsidae                                                  |
|  |                                                                    |
|  | Coronosauria                                                       |
|  |                                                                    |

|  | Leptoceratopsidae |
|  |                   |
|  | Coronosauria      |
|  |                   |

|  | Auroraceratops |
|  |                |
|  | Yamaceratops   |
|  |                |

|  | Helioceratops   |
|  |                 |
|  | Archaeoceratops |
|  |                 |

|  | Koreaceratops                                                      |
|  |                                                                    |
|  | \| \| Leptoceratopsidae \| \| \| \| \| \| Coronosauria \| \| \| \| |
|  |                                                                    |
|  | Leptoceratopsidae                                                  |
|  |                                                                    |
|  | Coronosauria                                                       |
|  |                                                                    |

|  | Leptoceratopsidae |
|  |                   |
|  | Coronosauria      |
|  |                   |

|  | Helioceratops   |
|  |                 |
|  | Archaeoceratops |
|  |                 |

|  | Koreaceratops                                                      |
|  |                                                                    |
|  | \| \| Leptoceratopsidae \| \| \| \| \| \| Coronosauria \| \| \| \| |
|  |                                                                    |
|  | Leptoceratopsidae                                                  |
|  |                                                                    |
|  | Coronosauria                                                       |
|  |                                                                    |

|  | Leptoceratopsidae |
|  |                   |
|  | Coronosauria      |
|  |                   |

|  | Auroraceratops |
|  |                |
|  | Yamaceratops   |
|  |                |

|  | Helioceratops   |
|  |                 |
|  | Archaeoceratops |
|  |                 |

|  | Koreaceratops                                                      |
|  |                                                                    |
|  | \| \| Leptoceratopsidae \| \| \| \| \| \| Coronosauria \| \| \| \| |
|  |                                                                    |
|  | Leptoceratopsidae                                                  |
|  |                                                                    |
|  | Coronosauria                                                       |
|  |                                                                    |

|  | Leptoceratopsidae |
|  |                   |
|  | Coronosauria      |
|  |                   |

|  | Helioceratops   |
|  |                 |
|  | Archaeoceratops |
|  |                 |

|  | Koreaceratops                                                      |
|  |                                                                    |
|  | \| \| Leptoceratopsidae \| \| \| \| \| \| Coronosauria \| \| \| \| |
|  |                                                                    |
|  | Leptoceratopsidae                                                  |
|  |                                                                    |
|  | Coronosauria                                                       |
|  |                                                                    |

|  | Leptoceratopsidae |
|  |                   |
|  | Coronosauria      |
|  |                   |

|  | Auroraceratops |
|  |                |
|  | Yamaceratops   |
|  |                |

|  | Helioceratops   |
|  |                 |
|  | Archaeoceratops |
|  |                 |

|  | Koreaceratops                                                      |
|  |                                                                    |
|  | \| \| Leptoceratopsidae \| \| \| \| \| \| Coronosauria \| \| \| \| |
|  |                                                                    |
|  | Leptoceratopsidae                                                  |
|  |                                                                    |
|  | Coronosauria                                                       |
|  |                                                                    |

|  | Leptoceratopsidae |
|  |                   |
|  | Coronosauria      |
|  |                   |

|  | Helioceratops   |
|  |                 |
|  | Archaeoceratops |
|  |                 |

|  | Koreaceratops                                                      |
|  |                                                                    |
|  | \| \| Leptoceratopsidae \| \| \| \| \| \| Coronosauria \| \| \| \| |
|  |                                                                    |
|  | Leptoceratopsidae                                                  |
|  |                                                                    |
|  | Coronosauria                                                       |
|  |                                                                    |

|  | Leptoceratopsidae |
|  |                   |
|  | Coronosauria      |
|  |                   |

|  | Auroraceratops |
|  |                |
|  | Yamaceratops   |
|  |                |

|  | Helioceratops   |
|  |                 |
|  | Archaeoceratops |
|  |                 |

|  | Koreaceratops                                                      |
|  |                                                                    |
|  | \| \| Leptoceratopsidae \| \| \| \| \| \| Coronosauria \| \| \| \| |
|  |                                                                    |
|  | Leptoceratopsidae                                                  |
|  |                                                                    |
|  | Coronosauria                                                       |
|  |                                                                    |

|  | Leptoceratopsidae |
|  |                   |
|  | Coronosauria      |
|  |                   |

|  | Helioceratops   |
|  |                 |
|  | Archaeoceratops |
|  |                 |

|  | Koreaceratops                                                      |
|  |                                                                    |
|  | \| \| Leptoceratopsidae \| \| \| \| \| \| Coronosauria \| \| \| \| |
|  |                                                                    |
|  | Leptoceratopsidae                                                  |
|  |                                                                    |
|  | Coronosauria                                                       |
|  |                                                                    |

|  | Leptoceratopsidae |
|  |                   |
|  | Coronosauria      |
|  |                   |

|  | Auroraceratops |
|  |                |
|  | Yamaceratops   |
|  |                |

|  | Helioceratops   |
|  |                 |
|  | Archaeoceratops |
|  |                 |

|  | Koreaceratops                                                      |
|  |                                                                    |
|  | \| \| Leptoceratopsidae \| \| \| \| \| \| Coronosauria \| \| \| \| |
|  |                                                                    |
|  | Leptoceratopsidae                                                  |
|  |                                                                    |
|  | Coronosauria                                                       |
|  |                                                                    |

|  | Leptoceratopsidae |
|  |                   |
|  | Coronosauria      |
|  |                   |

|  | Helioceratops   |
|  |                 |
|  | Archaeoceratops |
|  |                 |

|  | Koreaceratops                                                      |
|  |                                                                    |
|  | \| \| Leptoceratopsidae \| \| \| \| \| \| Coronosauria \| \| \| \| |
|  |                                                                    |
|  | Leptoceratopsidae                                                  |
|  |                                                                    |
|  | Coronosauria                                                       |
|  |                                                                    |

|  | Leptoceratopsidae |
|  |                   |
|  | Coronosauria      |
|  |                   |

|  | Auroraceratops |
|  |                |
|  | Yamaceratops   |
|  |                |

|  | Helioceratops   |
|  |                 |
|  | Archaeoceratops |
|  |                 |

|  | Koreaceratops                                                      |
|  |                                                                    |
|  | \| \| Leptoceratopsidae \| \| \| \| \| \| Coronosauria \| \| \| \| |
|  |                                                                    |
|  | Leptoceratopsidae                                                  |
|  |                                                                    |
|  | Coronosauria                                                       |
|  |                                                                    |

|  | Leptoceratopsidae |
|  |                   |
|  | Coronosauria      |
|  |                   |

|  | Helioceratops   |
|  |                 |
|  | Archaeoceratops |
|  |                 |

|  | Koreaceratops                                                      |
|  |                                                                    |
|  | \| \| Leptoceratopsidae \| \| \| \| \| \| Coronosauria \| \| \| \| |
|  |                                                                    |
|  | Leptoceratopsidae                                                  |
|  |                                                                    |
|  | Coronosauria                                                       |
|  |                                                                    |

|  | Leptoceratopsidae |
|  |                   |
|  | Coronosauria      |
|  |                   |

|  | P. sinensis     |
|  |                 |
|  | P. mongoliensis |
|  |                 |

|  | Auroraceratops |
|  |                |
|  | Yamaceratops   |
|  |                |

|  | Helioceratops   |
|  |                 |
|  | Archaeoceratops |
|  |                 |

|  | Koreaceratops                                                      |
|  |                                                                    |
|  | \| \| Leptoceratopsidae \| \| \| \| \| \| Coronosauria \| \| \| \| |
|  |                                                                    |
|  | Leptoceratopsidae                                                  |
|  |                                                                    |
|  | Coronosauria                                                       |
|  |                                                                    |

|  | Leptoceratopsidae |
|  |                   |
|  | Coronosauria      |
|  |                   |

|  | Helioceratops   |
|  |                 |
|  | Archaeoceratops |
|  |                 |

|  | Koreaceratops                                                      |
|  |                                                                    |
|  | \| \| Leptoceratopsidae \| \| \| \| \| \| Coronosauria \| \| \| \| |
|  |                                                                    |
|  | Leptoceratopsidae                                                  |
|  |                                                                    |
|  | Coronosauria                                                       |
|  |                                                                    |

|  | Leptoceratopsidae |
|  |                   |
|  | Coronosauria      |
|  |                   |

|  | Auroraceratops |
|  |                |
|  | Yamaceratops   |
|  |                |

|  | Helioceratops   |
|  |                 |
|  | Archaeoceratops |
|  |                 |

|  | Koreaceratops                                                      |
|  |                                                                    |
|  | \| \| Leptoceratopsidae \| \| \| \| \| \| Coronosauria \| \| \| \| |
|  |                                                                    |
|  | Leptoceratopsidae                                                  |
|  |                                                                    |
|  | Coronosauria                                                       |
|  |                                                                    |

|  | Leptoceratopsidae |
|  |                   |
|  | Coronosauria      |
|  |                   |

|  | Helioceratops   |
|  |                 |
|  | Archaeoceratops |
|  |                 |

|  | Koreaceratops                                                      |
|  |                                                                    |
|  | \| \| Leptoceratopsidae \| \| \| \| \| \| Coronosauria \| \| \| \| |
|  |                                                                    |
|  | Leptoceratopsidae                                                  |
|  |                                                                    |
|  | Coronosauria                                                       |
|  |                                                                    |

|  | Leptoceratopsidae |
|  |                   |
|  | Coronosauria      |
|  |                   |

|  | Auroraceratops |
|  |                |
|  | Yamaceratops   |
|  |                |

|  | Helioceratops   |
|  |                 |
|  | Archaeoceratops |
|  |                 |

|  | Koreaceratops                                                      |
|  |                                                                    |
|  | \| \| Leptoceratopsidae \| \| \| \| \| \| Coronosauria \| \| \| \| |
|  |                                                                    |
|  | Leptoceratopsidae                                                  |
|  |                                                                    |
|  | Coronosauria                                                       |
|  |                                                                    |

|  | Leptoceratopsidae |
|  |                   |
|  | Coronosauria      |
|  |                   |

|  | Helioceratops   |
|  |                 |
|  | Archaeoceratops |
|  |                 |

|  | Koreaceratops                                                      |
|  |                                                                    |
|  | \| \| Leptoceratopsidae \| \| \| \| \| \| Coronosauria \| \| \| \| |
|  |                                                                    |
|  | Leptoceratopsidae                                                  |
|  |                                                                    |
|  | Coronosauria                                                       |
|  |                                                                    |

|  | Leptoceratopsidae |
|  |                   |
|  | Coronosauria      |
|  |                   |

|  | Auroraceratops |
|  |                |
|  | Yamaceratops   |
|  |                |

|  | Helioceratops   |
|  |                 |
|  | Archaeoceratops |
|  |                 |

|  | Koreaceratops                                                      |
|  |                                                                    |
|  | \| \| Leptoceratopsidae \| \| \| \| \| \| Coronosauria \| \| \| \| |
|  |                                                                    |
|  | Leptoceratopsidae                                                  |
|  |                                                                    |
|  | Coronosauria                                                       |
|  |                                                                    |

|  | Leptoceratopsidae |
|  |                   |
|  | Coronosauria      |
|  |                   |

|  | Helioceratops   |
|  |                 |
|  | Archaeoceratops |
|  |                 |

|  | Koreaceratops                                                      |
|  |                                                                    |
|  | \| \| Leptoceratopsidae \| \| \| \| \| \| Coronosauria \| \| \| \| |
|  |                                                                    |
|  | Leptoceratopsidae                                                  |
|  |                                                                    |
|  | Coronosauria                                                       |
|  |                                                                    |

|  | Leptoceratopsidae |
|  |                   |
|  | Coronosauria      |
|  |                   |

|  | Auroraceratops |
|  |                |
|  | Yamaceratops   |
|  |                |

|  | Helioceratops   |
|  |                 |
|  | Archaeoceratops |
|  |                 |

|  | Koreaceratops                                                      |
|  |                                                                    |
|  | \| \| Leptoceratopsidae \| \| \| \| \| \| Coronosauria \| \| \| \| |
|  |                                                                    |
|  | Leptoceratopsidae                                                  |
|  |                                                                    |
|  | Coronosauria                                                       |
|  |                                                                    |

|  | Leptoceratopsidae |
|  |                   |
|  | Coronosauria      |
|  |                   |

|  | Helioceratops   |
|  |                 |
|  | Archaeoceratops |
|  |                 |

|  | Koreaceratops                                                      |
|  |                                                                    |
|  | \| \| Leptoceratopsidae \| \| \| \| \| \| Coronosauria \| \| \| \| |
|  |                                                                    |
|  | Leptoceratopsidae                                                  |
|  |                                                                    |
|  | Coronosauria                                                       |
|  |                                                                    |

|  | Leptoceratopsidae |
|  |                   |
|  | Coronosauria      |
|  |                   |

|  | Auroraceratops |
|  |                |
|  | Yamaceratops   |
|  |                |

|  | Helioceratops   |
|  |                 |
|  | Archaeoceratops |
|  |                 |

|  | Koreaceratops                                                      |
|  |                                                                    |
|  | \| \| Leptoceratopsidae \| \| \| \| \| \| Coronosauria \| \| \| \| |
|  |                                                                    |
|  | Leptoceratopsidae                                                  |
|  |                                                                    |
|  | Coronosauria                                                       |
|  |                                                                    |

|  | Leptoceratopsidae |
|  |                   |
|  | Coronosauria      |
|  |                   |

|  | Helioceratops   |
|  |                 |
|  | Archaeoceratops |
|  |                 |

|  | Koreaceratops                                                      |
|  |                                                                    |
|  | \| \| Leptoceratopsidae \| \| \| \| \| \| Coronosauria \| \| \| \| |
|  |                                                                    |
|  | Leptoceratopsidae                                                  |
|  |                                                                    |
|  | Coronosauria                                                       |
|  |                                                                    |

|  | Leptoceratopsidae |
|  |                   |
|  | Coronosauria      |
|  |                   |

|  | Auroraceratops |
|  |                |
|  | Yamaceratops   |
|  |                |

|  | Helioceratops   |
|  |                 |
|  | Archaeoceratops |
|  |                 |

|  | Koreaceratops                                                      |
|  |                                                                    |
|  | \| \| Leptoceratopsidae \| \| \| \| \| \| Coronosauria \| \| \| \| |
|  |                                                                    |
|  | Leptoceratopsidae                                                  |
|  |                                                                    |
|  | Coronosauria                                                       |
|  |                                                                    |

|  | Leptoceratopsidae |
|  |                   |
|  | Coronosauria      |
|  |                   |

|  | Helioceratops   |
|  |                 |
|  | Archaeoceratops |
|  |                 |

|  | Koreaceratops                                                      |
|  |                                                                    |
|  | \| \| Leptoceratopsidae \| \| \| \| \| \| Coronosauria \| \| \| \| |
|  |                                                                    |
|  | Leptoceratopsidae                                                  |
|  |                                                                    |
|  | Coronosauria                                                       |
|  |                                                                    |

|  | Leptoceratopsidae |
|  |                   |
|  | Coronosauria      |
|  |                   |

|  | Auroraceratops |
|  |                |
|  | Yamaceratops   |
|  |                |

|  | Helioceratops   |
|  |                 |
|  | Archaeoceratops |
|  |                 |

|  | Koreaceratops                                                      |
|  |                                                                    |
|  | \| \| Leptoceratopsidae \| \| \| \| \| \| Coronosauria \| \| \| \| |
|  |                                                                    |
|  | Leptoceratopsidae                                                  |
|  |                                                                    |
|  | Coronosauria                                                       |
|  |                                                                    |

|  | Leptoceratopsidae |
|  |                   |
|  | Coronosauria      |
|  |                   |

|  | Helioceratops   |
|  |                 |
|  | Archaeoceratops |
|  |                 |

|  | Koreaceratops                                                      |
|  |                                                                    |
|  | \| \| Leptoceratopsidae \| \| \| \| \| \| Coronosauria \| \| \| \| |
|  |                                                                    |
|  | Leptoceratopsidae                                                  |
|  |                                                                    |
|  | Coronosauria                                                       |
|  |                                                                    |

|  | Leptoceratopsidae |
|  |                   |
|  | Coronosauria      |
|  |                   |

|  | Xuanhuaceratops |
|  |                 |
|  | Chaoyangsaurus  |
|  |                 |

|  | P. sinensis     |
|  |                 |
|  | P. mongoliensis |
|  |                 |

|  | Auroraceratops |
|  |                |
|  | Yamaceratops   |
|  |                |

|  | Helioceratops   |
|  |                 |
|  | Archaeoceratops |
|  |                 |

|  | Koreaceratops                                                      |
|  |                                                                    |
|  | \| \| Leptoceratopsidae \| \| \| \| \| \| Coronosauria \| \| \| \| |
|  |                                                                    |
|  | Leptoceratopsidae                                                  |
|  |                                                                    |
|  | Coronosauria                                                       |
|  |                                                                    |

|  | Leptoceratopsidae |
|  |                   |
|  | Coronosauria      |
|  |                   |

|  | Helioceratops   |
|  |                 |
|  | Archaeoceratops |
|  |                 |

|  | Koreaceratops                                                      |
|  |                                                                    |
|  | \| \| Leptoceratopsidae \| \| \| \| \| \| Coronosauria \| \| \| \| |
|  |                                                                    |
|  | Leptoceratopsidae                                                  |
|  |                                                                    |
|  | Coronosauria                                                       |
|  |                                                                    |

|  | Leptoceratopsidae |
|  |                   |
|  | Coronosauria      |
|  |                   |

|  | Auroraceratops |
|  |                |
|  | Yamaceratops   |
|  |                |

|  | Helioceratops   |
|  |                 |
|  | Archaeoceratops |
|  |                 |

|  | Koreaceratops                                                      |
|  |                                                                    |
|  | \| \| Leptoceratopsidae \| \| \| \| \| \| Coronosauria \| \| \| \| |
|  |                                                                    |
|  | Leptoceratopsidae                                                  |
|  |                                                                    |
|  | Coronosauria                                                       |
|  |                                                                    |

|  | Leptoceratopsidae |
|  |                   |
|  | Coronosauria      |
|  |                   |

|  | Helioceratops   |
|  |                 |
|  | Archaeoceratops |
|  |                 |

|  | Koreaceratops                                                      |
|  |                                                                    |
|  | \| \| Leptoceratopsidae \| \| \| \| \| \| Coronosauria \| \| \| \| |
|  |                                                                    |
|  | Leptoceratopsidae                                                  |
|  |                                                                    |
|  | Coronosauria                                                       |
|  |                                                                    |

|  | Leptoceratopsidae |
|  |                   |
|  | Coronosauria      |
|  |                   |

|  | Auroraceratops |
|  |                |
|  | Yamaceratops   |
|  |                |

|  | Helioceratops   |
|  |                 |
|  | Archaeoceratops |
|  |                 |

|  | Koreaceratops                                                      |
|  |                                                                    |
|  | \| \| Leptoceratopsidae \| \| \| \| \| \| Coronosauria \| \| \| \| |
|  |                                                                    |
|  | Leptoceratopsidae                                                  |
|  |                                                                    |
|  | Coronosauria                                                       |
|  |                                                                    |

|  | Leptoceratopsidae |
|  |                   |
|  | Coronosauria      |
|  |                   |

|  | Helioceratops   |
|  |                 |
|  | Archaeoceratops |
|  |                 |

|  | Koreaceratops                                                      |
|  |                                                                    |
|  | \| \| Leptoceratopsidae \| \| \| \| \| \| Coronosauria \| \| \| \| |
|  |                                                                    |
|  | Leptoceratopsidae                                                  |
|  |                                                                    |
|  | Coronosauria                                                       |
|  |                                                                    |

|  | Leptoceratopsidae |
|  |                   |
|  | Coronosauria      |
|  |                   |

|  | Auroraceratops |
|  |                |
|  | Yamaceratops   |
|  |                |

|  | Helioceratops   |
|  |                 |
|  | Archaeoceratops |
|  |                 |

|  | Koreaceratops                                                      |
|  |                                                                    |
|  | \| \| Leptoceratopsidae \| \| \| \| \| \| Coronosauria \| \| \| \| |
|  |                                                                    |
|  | Leptoceratopsidae                                                  |
|  |                                                                    |
|  | Coronosauria                                                       |
|  |                                                                    |

|  | Leptoceratopsidae |
|  |                   |
|  | Coronosauria      |
|  |                   |

|  | Helioceratops   |
|  |                 |
|  | Archaeoceratops |
|  |                 |

|  | Koreaceratops                                                      |
|  |                                                                    |
|  | \| \| Leptoceratopsidae \| \| \| \| \| \| Coronosauria \| \| \| \| |
|  |                                                                    |
|  | Leptoceratopsidae                                                  |
|  |                                                                    |
|  | Coronosauria                                                       |
|  |                                                                    |

|  | Leptoceratopsidae |
|  |                   |
|  | Coronosauria      |
|  |                   |

|  | Auroraceratops |
|  |                |
|  | Yamaceratops   |
|  |                |

|  | Helioceratops   |
|  |                 |
|  | Archaeoceratops |
|  |                 |

|  | Koreaceratops                                                      |
|  |                                                                    |
|  | \| \| Leptoceratopsidae \| \| \| \| \| \| Coronosauria \| \| \| \| |
|  |                                                                    |
|  | Leptoceratopsidae                                                  |
|  |                                                                    |
|  | Coronosauria                                                       |
|  |                                                                    |

|  | Leptoceratopsidae |
|  |                   |
|  | Coronosauria      |
|  |                   |

|  | Helioceratops   |
|  |                 |
|  | Archaeoceratops |
|  |                 |

|  | Koreaceratops                                                      |
|  |                                                                    |
|  | \| \| Leptoceratopsidae \| \| \| \| \| \| Coronosauria \| \| \| \| |
|  |                                                                    |
|  | Leptoceratopsidae                                                  |
|  |                                                                    |
|  | Coronosauria                                                       |
|  |                                                                    |

|  | Leptoceratopsidae |
|  |                   |
|  | Coronosauria      |
|  |                   |

|  | Auroraceratops |
|  |                |
|  | Yamaceratops   |
|  |                |

|  | Helioceratops   |
|  |                 |
|  | Archaeoceratops |
|  |                 |

|  | Koreaceratops                                                      |
|  |                                                                    |
|  | \| \| Leptoceratopsidae \| \| \| \| \| \| Coronosauria \| \| \| \| |
|  |                                                                    |
|  | Leptoceratopsidae                                                  |
|  |                                                                    |
|  | Coronosauria                                                       |
|  |                                                                    |

|  | Leptoceratopsidae |
|  |                   |
|  | Coronosauria      |
|  |                   |

|  | Helioceratops   |
|  |                 |
|  | Archaeoceratops |
|  |                 |

|  | Koreaceratops                                                      |
|  |                                                                    |
|  | \| \| Leptoceratopsidae \| \| \| \| \| \| Coronosauria \| \| \| \| |
|  |                                                                    |
|  | Leptoceratopsidae                                                  |
|  |                                                                    |
|  | Coronosauria                                                       |
|  |                                                                    |

|  | Leptoceratopsidae |
|  |                   |
|  | Coronosauria      |
|  |                   |

|  | Auroraceratops |
|  |                |
|  | Yamaceratops   |
|  |                |

|  | Helioceratops   |
|  |                 |
|  | Archaeoceratops |
|  |                 |

|  | Koreaceratops                                                      |
|  |                                                                    |
|  | \| \| Leptoceratopsidae \| \| \| \| \| \| Coronosauria \| \| \| \| |
|  |                                                                    |
|  | Leptoceratopsidae                                                  |
|  |                                                                    |
|  | Coronosauria                                                       |
|  |                                                                    |

|  | Leptoceratopsidae |
|  |                   |
|  | Coronosauria      |
|  |                   |

|  | Helioceratops   |
|  |                 |
|  | Archaeoceratops |
|  |                 |

|  | Koreaceratops                                                      |
|  |                                                                    |
|  | \| \| Leptoceratopsidae \| \| \| \| \| \| Coronosauria \| \| \| \| |
|  |                                                                    |
|  | Leptoceratopsidae                                                  |
|  |                                                                    |
|  | Coronosauria                                                       |
|  |                                                                    |

|  | Leptoceratopsidae |
|  |                   |
|  | Coronosauria      |
|  |                   |

|  | Auroraceratops |
|  |                |
|  | Yamaceratops   |
|  |                |

|  | Helioceratops   |
|  |                 |
|  | Archaeoceratops |
|  |                 |

|  | Koreaceratops                                                      |
|  |                                                                    |
|  | \| \| Leptoceratopsidae \| \| \| \| \| \| Coronosauria \| \| \| \| |
|  |                                                                    |
|  | Leptoceratopsidae                                                  |
|  |                                                                    |
|  | Coronosauria                                                       |
|  |                                                                    |

|  | Leptoceratopsidae |
|  |                   |
|  | Coronosauria      |
|  |                   |

|  | Helioceratops   |
|  |                 |
|  | Archaeoceratops |
|  |                 |

|  | Koreaceratops                                                      |
|  |                                                                    |
|  | \| \| Leptoceratopsidae \| \| \| \| \| \| Coronosauria \| \| \| \| |
|  |                                                                    |
|  | Leptoceratopsidae                                                  |
|  |                                                                    |
|  | Coronosauria                                                       |
|  |                                                                    |

|  | Leptoceratopsidae |
|  |                   |
|  | Coronosauria      |
|  |                   |

|  | P. sinensis     |
|  |                 |
|  | P. mongoliensis |
|  |                 |

|  | Auroraceratops |
|  |                |
|  | Yamaceratops   |
|  |                |

|  | Helioceratops   |
|  |                 |
|  | Archaeoceratops |
|  |                 |

|  | Koreaceratops                                                      |
|  |                                                                    |
|  | \| \| Leptoceratopsidae \| \| \| \| \| \| Coronosauria \| \| \| \| |
|  |                                                                    |
|  | Leptoceratopsidae                                                  |
|  |                                                                    |
|  | Coronosauria                                                       |
|  |                                                                    |

|  | Leptoceratopsidae |
|  |                   |
|  | Coronosauria      |
|  |                   |

|  | Helioceratops   |
|  |                 |
|  | Archaeoceratops |
|  |                 |

|  | Koreaceratops                                                      |
|  |                                                                    |
|  | \| \| Leptoceratopsidae \| \| \| \| \| \| Coronosauria \| \| \| \| |
|  |                                                                    |
|  | Leptoceratopsidae                                                  |
|  |                                                                    |
|  | Coronosauria                                                       |
|  |                                                                    |

|  | Leptoceratopsidae |
|  |                   |
|  | Coronosauria      |
|  |                   |

|  | Auroraceratops |
|  |                |
|  | Yamaceratops   |
|  |                |

|  | Helioceratops   |
|  |                 |
|  | Archaeoceratops |
|  |                 |

|  | Koreaceratops                                                      |
|  |                                                                    |
|  | \| \| Leptoceratopsidae \| \| \| \| \| \| Coronosauria \| \| \| \| |
|  |                                                                    |
|  | Leptoceratopsidae                                                  |
|  |                                                                    |
|  | Coronosauria                                                       |
|  |                                                                    |

|  | Leptoceratopsidae |
|  |                   |
|  | Coronosauria      |
|  |                   |

|  | Helioceratops   |
|  |                 |
|  | Archaeoceratops |
|  |                 |

|  | Koreaceratops                                                      |
|  |                                                                    |
|  | \| \| Leptoceratopsidae \| \| \| \| \| \| Coronosauria \| \| \| \| |
|  |                                                                    |
|  | Leptoceratopsidae                                                  |
|  |                                                                    |
|  | Coronosauria                                                       |
|  |                                                                    |

|  | Leptoceratopsidae |
|  |                   |
|  | Coronosauria      |
|  |                   |

|  | Auroraceratops |
|  |                |
|  | Yamaceratops   |
|  |                |

|  | Helioceratops   |
|  |                 |
|  | Archaeoceratops |
|  |                 |

|  | Koreaceratops                                                      |
|  |                                                                    |
|  | \| \| Leptoceratopsidae \| \| \| \| \| \| Coronosauria \| \| \| \| |
|  |                                                                    |
|  | Leptoceratopsidae                                                  |
|  |                                                                    |
|  | Coronosauria                                                       |
|  |                                                                    |

|  | Leptoceratopsidae |
|  |                   |
|  | Coronosauria      |
|  |                   |

|  | Helioceratops   |
|  |                 |
|  | Archaeoceratops |
|  |                 |

|  | Koreaceratops                                                      |
|  |                                                                    |
|  | \| \| Leptoceratopsidae \| \| \| \| \| \| Coronosauria \| \| \| \| |
|  |                                                                    |
|  | Leptoceratopsidae                                                  |
|  |                                                                    |
|  | Coronosauria                                                       |
|  |                                                                    |

|  | Leptoceratopsidae |
|  |                   |
|  | Coronosauria      |
|  |                   |

|  | Auroraceratops |
|  |                |
|  | Yamaceratops   |
|  |                |

|  | Helioceratops   |
|  |                 |
|  | Archaeoceratops |
|  |                 |

|  | Koreaceratops                                                      |
|  |                                                                    |
|  | \| \| Leptoceratopsidae \| \| \| \| \| \| Coronosauria \| \| \| \| |
|  |                                                                    |
|  | Leptoceratopsidae                                                  |
|  |                                                                    |
|  | Coronosauria                                                       |
|  |                                                                    |

|  | Leptoceratopsidae |
|  |                   |
|  | Coronosauria      |
|  |                   |

|  | Helioceratops   |
|  |                 |
|  | Archaeoceratops |
|  |                 |

|  | Koreaceratops                                                      |
|  |                                                                    |
|  | \| \| Leptoceratopsidae \| \| \| \| \| \| Coronosauria \| \| \| \| |
|  |                                                                    |
|  | Leptoceratopsidae                                                  |
|  |                                                                    |
|  | Coronosauria                                                       |
|  |                                                                    |

|  | Leptoceratopsidae |
|  |                   |
|  | Coronosauria      |
|  |                   |

|  | Auroraceratops |
|  |                |
|  | Yamaceratops   |
|  |                |

|  | Helioceratops   |
|  |                 |
|  | Archaeoceratops |
|  |                 |

|  | Koreaceratops                                                      |
|  |                                                                    |
|  | \| \| Leptoceratopsidae \| \| \| \| \| \| Coronosauria \| \| \| \| |
|  |                                                                    |
|  | Leptoceratopsidae                                                  |
|  |                                                                    |
|  | Coronosauria                                                       |
|  |                                                                    |

|  | Leptoceratopsidae |
|  |                   |
|  | Coronosauria      |
|  |                   |

|  | Helioceratops   |
|  |                 |
|  | Archaeoceratops |
|  |                 |

|  | Koreaceratops                                                      |
|  |                                                                    |
|  | \| \| Leptoceratopsidae \| \| \| \| \| \| Coronosauria \| \| \| \| |
|  |                                                                    |
|  | Leptoceratopsidae                                                  |
|  |                                                                    |
|  | Coronosauria                                                       |
|  |                                                                    |

|  | Leptoceratopsidae |
|  |                   |
|  | Coronosauria      |
|  |                   |

|  | Auroraceratops |
|  |                |
|  | Yamaceratops   |
|  |                |

|  | Helioceratops   |
|  |                 |
|  | Archaeoceratops |
|  |                 |

|  | Koreaceratops                                                      |
|  |                                                                    |
|  | \| \| Leptoceratopsidae \| \| \| \| \| \| Coronosauria \| \| \| \| |
|  |                                                                    |
|  | Leptoceratopsidae                                                  |
|  |                                                                    |
|  | Coronosauria                                                       |
|  |                                                                    |

|  | Leptoceratopsidae |
|  |                   |
|  | Coronosauria      |
|  |                   |

|  | Helioceratops   |
|  |                 |
|  | Archaeoceratops |
|  |                 |

|  | Koreaceratops                                                      |
|  |                                                                    |
|  | \| \| Leptoceratopsidae \| \| \| \| \| \| Coronosauria \| \| \| \| |
|  |                                                                    |
|  | Leptoceratopsidae                                                  |
|  |                                                                    |
|  | Coronosauria                                                       |
|  |                                                                    |

|  | Leptoceratopsidae |
|  |                   |
|  | Coronosauria      |
|  |                   |

|  | Auroraceratops |
|  |                |
|  | Yamaceratops   |
|  |                |

|  | Helioceratops   |
|  |                 |
|  | Archaeoceratops |
|  |                 |

|  | Koreaceratops                                                      |
|  |                                                                    |
|  | \| \| Leptoceratopsidae \| \| \| \| \| \| Coronosauria \| \| \| \| |
|  |                                                                    |
|  | Leptoceratopsidae                                                  |
|  |                                                                    |
|  | Coronosauria                                                       |
|  |                                                                    |

|  | Leptoceratopsidae |
|  |                   |
|  | Coronosauria      |
|  |                   |

|  | Helioceratops   |
|  |                 |
|  | Archaeoceratops |
|  |                 |

|  | Koreaceratops                                                      |
|  |                                                                    |
|  | \| \| Leptoceratopsidae \| \| \| \| \| \| Coronosauria \| \| \| \| |
|  |                                                                    |
|  | Leptoceratopsidae                                                  |
|  |                                                                    |
|  | Coronosauria                                                       |
|  |                                                                    |

|  | Leptoceratopsidae |
|  |                   |
|  | Coronosauria      |
|  |                   |

|  | Auroraceratops |
|  |                |
|  | Yamaceratops   |
|  |                |

|  | Helioceratops   |
|  |                 |
|  | Archaeoceratops |
|  |                 |

|  | Koreaceratops                                                      |
|  |                                                                    |
|  | \| \| Leptoceratopsidae \| \| \| \| \| \| Coronosauria \| \| \| \| |
|  |                                                                    |
|  | Leptoceratopsidae                                                  |
|  |                                                                    |
|  | Coronosauria                                                       |
|  |                                                                    |

|  | Leptoceratopsidae |
|  |                   |
|  | Coronosauria      |
|  |                   |

|  | Helioceratops   |
|  |                 |
|  | Archaeoceratops |
|  |                 |

|  | Koreaceratops                                                      |
|  |                                                                    |
|  | \| \| Leptoceratopsidae \| \| \| \| \| \| Coronosauria \| \| \| \| |
|  |                                                                    |
|  | Leptoceratopsidae                                                  |
|  |                                                                    |
|  | Coronosauria                                                       |
|  |                                                                    |

|  | Leptoceratopsidae |
|  |                   |
|  | Coronosauria      |
|  |                   |

## Nella cultura di massa
Un esemplare di Aquilops compare con un ruolo di rilievo nel franchise di Jurassic Park all'interno del film Jurassic World - La rinascita (2025), fa da compagnia alla famiglia Delgado e viene soprannomata "Dolores". Da notare come il suo design ricalchi, con qualche differenza, quello dei Microceratus del film precedente.